# ثنائية (كرة القدم)
الثنائية (بالإنجليزية: Double)، في كرة القدم، تُشير في المقام الأول إلى فوز النادي الرياضي الرسمي في دوري الدرجة الأولى أو الدوري الممتاز (الأعلى في البلد) ومُسابقة الكأس الأساسية في نفس الموسم. أول نادي يفوز بالثنائية في التاريخ هو نادي بريستون نورث إيند الإنجليزي حيث فاز في عام 1889 بكأس الاتحاد الإنجليزي والدوري الإنجليزي.
يحمل نادي لينفيلد الإيرلندي الشمالي الرقم القياسي بالفوز بالثنائية بواقع 24 مرة.
حُدثت هذه الصفحة بعد نهاية الموسم الرياضي 2019–20.

## آسيا

### الأردن
في الأردن، ثلاثة أندية استطاعت تحقيق الدوري الأردني للمحترفين وكأس الأردن.
| النادي      | المرات | المواسم                                                                |
| ----------- | ------ | ---------------------------------------------------------------------- |
| الفيصلي     | 8      | 1989–90، 1992–93، 1993–94، 2000–01، 2002–03، 2003–04، 2011–12، 2016–17 |
| الوحدات     | 5      | 1995–96، 1996–97، 2008–09، 2010–11، 2013–14                            |
| شباب الأردن | 1      | 2005–06                                                                |

### أستراليا
منذ عام 1977 وحتى 1997، كانت الثنائية تكون بالفوز في دوري كرة القدم الوطني (بالإنجليزية: NSL) وكأس دوري كرة القدم الوطني (بالإنجليزية: NSL Cup).
بين عامي 1997 و2014، لم تكن أستراليا تملك منافسة وطنية للكأس، لذا لم يكن بالإمكان تحقيق الدوري والكأس. منذ تشكيل الدوري الأسترالي الممتاز في عام 2004، يمكن تحقيق الثنائية من خلال الفوز بالدوري الممتاز في موسم الدوري العادي والبطولة في سلسلة النهائيات. رغم أن بعض الهيئات الرياضية لم تعترف بكونها ثنائية.
مُنذ 2014، وبعد إقامة كأس الاتحاد الأسترالي، أصبحت الثنائية هي الفوز بكأس الاتحاد والدوري الأسترالي.

#### 1977–97
| النادي       | المرات | المواسم |
| ------------ | ------ | ------- |
| أديلايد سيتي | 1      | 1991–92 |
| ملبورن نايتس | 1      | 1994–95 |

#### 2004–2014
| النادي         | المرات | المواسم          |
| -------------- | ------ | ---------------- |
| ملبورن فيكتوري | 2      | 2006–07، 2008–09 |
| بريزيان رور    | 2      | 2010–11، 2013–14 |
| سيدني          | 1      | 2009–10          |

#### 2014–حتى الآن
| النادي          | المرات | المواسم |
| --------------- | ------ | ------- |
| ملبون فيكتوري   | 1      | 2014–15 |
| أديلايد يونايتد | 1      | 2015–16 |
| سيدني           | 1      | 2016–17 |

### أفغانستان
في أفغانستان، لا توجد بطولات كؤوس وطنية، الدوري الأفغاني هي المسابقة الرسمية الوحيدة منذ عام 2012.

### أوزبكستان
في أوزبكستان، خمسة أندية فازت بالدوري الأوزبكي وكأس أوزبكستان.
| النادي          | المرات | المواسم                                  |
| --------------- | ------ | ---------------------------------------- |
| باختاكور طشقند  | 7      | 2002، 2003، 2004، 2005، 2006، 2007، 2019 |
| بونيودكور       | 3      | 2008، 2010، 2013                         |
| لوكوموتيف طشقند | 2      | 2016، 2017                               |
| نيفتشي فرغانة   | 1      | 1994                                     |
| دوستليك         | 1      | 2000                                     |

### الإمارات
في الإمارات، ستة أندية حققت دوري الخليج العربي وكأس رئيس دولة الإمارات.
| النادي  | المرات | المواسم |
| ------- | ------ | ------- |
| الأهلي  | 1      | 1974–75 |
| النصر   | 1      | 1985–86 |
| الشباب  | 1      | 1989–90 |
| الوصل   | 1      | 2006–07 |
| الجزيرة | 1      | 2010–11 |
| العين   | 1      | 2017–18 |

### إندونيسيا
في إندونيسيا فريق واحد فقط حقق دوري السوبر الإندونيسي وبيالا إندونيسيا.
| النادي    | المرات | المواسم |
| --------- | ------ | ------- |
| سريويجايا | 1      | 2007–08 |

### إيران
في إيران ناديان فازا بدوري آزادغان / دوري المحترفين الإيراني وكأس حذفي.
| النادي   | المرات | المواسم          |
| -------- | ------ | ---------------- |
| برسبوليس | 2      | 1998–99، 2018–19 |
| سايبا    | 1      | 1993–94          |

### باكستان
في باكستان، ثلاثة أندية حققت دوري باكستان الممتاز وكأس باكستان.
| النادي    | المرات | المواسم    |
| --------- | ------ | ---------- |
| كي أر إل  | 2      | 2009، 2011 |
| سي تي إم  | 1      | 1987       |
| أيه بي أل | 1      | 1999       |

### البحرين
في البحرين ثلاثة أندية حققت الثنائية من خلال الفوز بالدوري البحريني وكأس ملك البحرين.
| النادي | المرات | المواسم |
| ------ | ------ | --- |
| المحرق | 15     | 1957–58، 1960–61، 1961–62، 1962–63، 1963–64، 1965–66، 1966–67، 1973–74، 1982–83، 1983–84، 1994–95، 2002، 2007–08، 2008–09، 2010–11 |
| الأهلي | 1      | 1976–77 |
| الرفاع | 1      | 1997–98 |

### بروناي
في بروناي، ناديان فقط فازا في دوري بروناي وكأس بروناي.
| النادي             | المرات | المواسم    |
| ------------------ | ------ | ---------- |
| إم إس إيه دي بي دي | 2      | 2015، 2016 |
| بروناي دي بي إم إم | 1      | 2004       |

### بنغلاديش
في بنغلاديش أربعة فرق استطاعت الفوز بثنائية الدوري والكأس.
| النادي              | المرات | المواسم          |
| ------------------- | ------ | ---------------- |
| أباهاني ليمتيد دكا  | 3      | 2000، 2010، 2016 |
| محمدان سبورتينغ دكا | 1      | 2002             |
| موكتيجودها سانجساد  | 1      | 2003             |
| شيخ جمال دهانموندي  | 1      | 2015             |

### بوتان
بوتان لا تملك بطولة كأس وطنية، الدوري البوتاني هي البطولة الرسمية الوحيدة في البلد.

### تايبيه الصينية
في تايبيه الصينية، ناديان فقط فازا بثنائية الدوري والكأس.
| النادي           | المرات | المواسم    |
| ---------------- | ------ | ---------- |
| شركة طاقة تايونا | 2      | 1997، 2002 |
| تاتونج           | 1      | 2005       |

### تايلند
في تايلاند، ناديين فقط حصلا على الدوري التايلاندي وكأس الاتحاد التايلاندي.
| النادي     | المرات | المواسم          |
| ---------- | ------ | ---------------- |
| بوريرام    | 3      | 2011، 2013، 2015 |
| بانكوك بنك | 1      | 1981             |

### تركمانستان
في تركمانستان، ثلاثة أندية حققت دوري تركمانستان وكأس تركمانستان.
| النادي            | المرات | المواسم          |
| ----------------- | ------ | ---------------- |
| كوبيتداغ عشق آباد | 3      | 1993، 1994، 2000 |
| بلقان             | 3      | 2004، 2010، 2012 |
| ألتين أسير        | 3      | 2015، 2016، 2019 |
| يديين             | 1      | 2006             |

### تيمور الشرقية
حالياً في تيمور الشرقية لا توجد بطولة كأس وطنية، الدوري التيموري هي البطولة الرسمية الوحيدة في البلد.

### جزر ماريانا الشمالية
في جزر ماريانا الشمالية، نادي واحد استطاع تحقيق بطولة دوري الدرجة الأولى وكأس ماريانا الشمالية.
| النادي        | المرات | المواسم    |
| ------------- | ------ | ---------- |
| إنتر جودفاذرز | 2      | 2008، 2009 |

### سريلانكا
في سريلانكا، ثلاثة أندية حققت ثنائية الدوري السريلانكي وكأس الاتحاد السيرلانكي.
| النادي  | المرات | المواسم                            |
| ------- | ------ | ---------------------------------- |
| ساوندرز | 5      | 1985، 1992، 1997، 1998–99، 2000–01 |
| رينون   | 2      | 1990، 1994                         |
| راتنام  | 1      | 1999–2000                          |

### السعودية
في السعودية، خمسة أندية حققت ثنائية دوري المحترفين السعودي وكأس خادم الحرمين الشريفين. مع العلم بأنه في الفترة ما بين عام 1990 حتى 2007 توقفت بطولة كأس الملك السعودي وعليه فإن الثنائية في هذه الفترة تكون بتحقيق دوري المحترفين السعودي وكأس ولي العهد قبل أن تعود بطولة كأس الملك من جديد في العام 2008.
| النادي  | المرات | المواسم                   |
| ------- | ------ | ------------------------- |
| الهلال  | 3      | 2004–05، 2016–17، 2019–20 |
| الاتحاد | 2      | 1996–97، 2000–01          |
| الأهلي  | 2      | 1977–78، 2015–16          |
| النصر   | 1      | 1980–81                   |
| الشباب  | 1      | 1992–93                   |

### سنغافورة
في سنغافورة، أربعة أندية حققت دوري سنغافورة للمحترفين وكأس سنغافورة.
| النادي          | المرات | المواسم    |
| --------------- | ------ | ---------- |
| واريورز         | 2      | 2007، 2008 |
| ألبيريكس نيغاتا | 2      | 2016، 2017 |
| هوم يونايتد     | 1      | 2003       |
| تامبينس روفرز   | 1      | 2004       |

### سوريا
في سوريا، ستة أندية استطاعت الظفر بالدوري السوري وكأس سوريا.
| النادي  | المرات | المواسم                                     |
| ------- | ------ | ------------------------------------------- |
| الكرامة | 5      | 1982–83، 1995–96، 2006–07، 2007–08، 2008–09 |
| الجيش   | 3      | 1985–86، 1997–98، 2001–02                   |
| الفتوة  | 2      | 1989–90، 1990–91                            |
| الشرطة  | 1      | 1979–80                                     |
| الحرية  | 1      | 1991–92                                     |
| الاتحاد | 1      | 2004–05                                     |

### الصين
في الصين، ثلاثة أندية فازت في الدوري الصيني الممتاز وكأس الاتحاد الصيني.
| النادي                | المرات | المواسم    |
| --------------------- | ------ | ---------- |
| داليان شيده           | 2      | 2001، 2005 |
| شاندونغ لونينغ تايشان | 2      | 1999، 2006 |
| غوانغجو               | 2      | 2012، 2016 |

### طاجيكستان
في طاجيكستان، ستة أندية ظفرت بالدوري الطاجيكي وكأس طاجيكستان.
| النادي                 | المرات | المواسم                            |
| ---------------------- | ------ | ---------------------------------- |
| استقلال دوشنبه         | 6      | 2010، 2014، 2015، 2016، 2018، 2019 |
| ريغار-تاداز تورسونزاده | 2      | 2001، 2006                         |
| سسكا بومير دوشانبي     | 1      | 1992                               |
| سيتورا دوشانبي         | 1      | 1993                               |
| فاكش كورغونتيبا        | 1      | 1997                               |
| فارزوب دوشانبي         | 1      | 1999                               |

### العراق
في العراق، أربعة أندية حققت الدوري العراقي الممتاز وكأس العراق.
| النادي       | المرات | المواسم                                                                  |
| ------------ | ------ | ------------------------------------------------------------------------ |
| الزوراء      | 8      | 1975–76، 1978–79، 1990–91، 1993–94، 1994–95، 1995–96، 1998–99، 1999–2000 |
| القوة الجوية | 3      | 1991–92، 1996–97، 2020–21                                                |
| الرشيد       | 2      | 1986–87، 1987–88                                                         |
| الطلبة       | 1      | 2001–02                                                                  |

### عمان
في عُمان أربعة أندية حققت دوري المحترفين العماني وكأس السلطان قابوس.
| النادي  | المرات | المواسم                                     |
| ------- | ------ | ------------------------------------------- |
| فنجاء   | 5      | 1976–77، 1978–79، 1985–86، 1986–87، 1987–88 |
| ظفار    | 1      | 2004–05                                     |
| السويق  | 1      | 2012–13                                     |
| العروبة | 1      | 2014–15                                     |

### غوام
في غوام ناديان حققا ثنائية دوري غوام وكأس غوام.
| النادي               | المرات | المواسم    |
| -------------------- | ------ | ---------- |
| كواليتي ديستريبيتورس | 2      | 2008، 2009 |
| روفرز                | 2      | 2014، 2016 |

### الفلبين
بسبب الطبيعة المتقطعة لمسابقات كرة القدم في الفلبين، ومع عدم وجود دوري في مكانها حتى القرن الحادي والعشرين، ومع عدم تنظيم مسابقة كأس وطنية بشكل دائم، تحقيق الثنائية كان مستحيلاً في الغالب حتى وقت قريب. أدى تأسيس اتحاد دوري كرة القدم "UFL" عام 2009 والدوري الفلبيني لكرة القدم "PFF" في عام 2011 (التي أقيمت في عام 2013) بعد سنوات من السكون إلى بروز أكثر من دوري كرة قدم. يعني أنه يمكن التنافس على ثلاثية محلية. مما يمهد الطريق لثلاثية محلية لكرة القدم.
| النادي            | الثنائيات | المواسم                                       |
| ----------------- | --------- | --------------------------------------------- |
| القوة الجوية      | 1         | 2009-10 (الكأس ودوري الاتحاد)                 |
| ستاليون ستا لوسيا | 1         | 2012-13 (الكأس ودوري الاتحاد)                 |
| غلوبال            | 1         | 2016 (الكأس ودوري الاتحاد)                    |
| سان-نيغروس        | 1         | 2019 (الدوري الفلبيني وكأس باولينو ألكانتارا) |

### فلسطين
في فلسطين، وحتى عام 2015 تُقام بطولة الدوري الفلسطيني للضفة الغربية وكأس الضفة الغربية لقطاع الضفة الغربية، وتُقام بطولة الدوري الفلسطيني لقطاع غزة وكأس قطاع غزة لقطاع غزة. في 2015 تم إقامة أول نهائي كأس فلسطين بين بطل قطاع الضفة الغربية وبطل قطاع غزة، ليكون بطل الكأس هو الفائز من المباراة النهائية للقطاعين.
قطاع الضفة الغربية
| النادي     | المرات | المواسم |
| ---------- | ------ | ------- |
| هلال القدس | 1      | 2018    |

قطاع غزة

لا يوجد نادي فاز بالدوري الفلسطيني لقطاع غزة وكأس قطاع غزة (أو كأس فلسطين بعد العام 2015) في نفس الموسم.

### فيتنام
في فيتنام، أربعة أندية حققت الدوري الفيتنامي وكأس فيتنام.
| النادي            | المرات | المواسم |
| ----------------- | ------ | ------- |
| دونغ تام لونغ أن  | 1      | 2005    |
| إس إتش بي دا نانغ | 1      | 2009    |
| بيكامكس بين دونغ  | 1      | 2015    |
| هانوي             | 1      | 2019    |

### قطر
في قطر، ثلاثة أندية حققت دوري نجوم قطر وكأس أمير قطر.
| النادي  | المرات | المواسم                     |
| ------- | ------ | --------------------------- |
| السد    | 3      | 1987–88، 1999–2000، 2006–07 |
| الغرافة | 3      | 1997–98، 2001–02، 2008–09   |
| العربي  | 2      | 1982–83، 1992–93            |

### قيرغيزستان
في قيرغيزستان ثلاثة أندية فازت في الدوري القيرغيزستاني وكأس قرغيزستان.
| النادي       | المرات | المواسم                            |
| ------------ | ------ | ---------------------------------- |
| دوردوي بيشكك | 6      | 2004، 2005، 2006، 2008، 2012، 2014 |
| ألغا بيشكك   | 5      | 1992، 1993، 2000، 2001، 2002       |
| آلاي         | 1      | 2013                               |

### كازاخستان
في كازاخستان، ثلاثة أندية حققت دوري كازاخستان الممتاز وكأس كازاخستان.
| النادي      | المرات | المواسم    |
| ----------- | ------ | ---------- |
| أستانا 1964 | 2      | 2001، 2016 |
| كايرات      | 1      | 1992       |
| آكتوبه      | 1      | 2008       |

### كمبوديا
في كمبوديا فقط نادي وحيد فاز في دوري الرابطة الكمبودية وكأس سين هون.
| النادي         | المرات | المواسم |
| -------------- | ------ | ------- |
| بنوم بنه كراون | 1      | 2008    |

### كوريا الجنوبية
في كوريا الجنوبية ما قبل الاحتراف فاز فريقان ببطولة الدرجة الأولى وكأس الاتحاد الكوري الجنوبي، أما في عصر الاحتراف فاز نادي واحد ببطولة الدوري وكأس الاتحاد.
ما قبل الاحتراف
| النادي                    | المرات | المواسم |
| ------------------------- | ------ | ------- |
| كوريا هيدرو & نوكلير باور | 1      | 1965    |
| سول سيتي                  | 1      | 1980    |

في عصر الاحتراف
| النادي        | المرات | المواسم |
| ------------- | ------ | ------- |
| بوهانغ ستيلرز | 1      | 2013    |

### كوريا الشمالية
في كوريا الشمالية ثلاثة أندية استطاعت الفوز بالدوري الكوري الشمالي وبطولة الجمهورية / كأس هوابول.
| النادي         | المرات | المواسم          |
| -------------- | ------ | ---------------- |
| أبريل 25       | 3      | 2011، 2013، 2015 |
| بيونغيانغ سيتي | 1      | 2004             |
| أمنوكانغ       | 1      | 2008             |

### الكويت
في الكويت، ثلاثة أندية حققت ثنائية الدوري الكويتي وكأس الأمير.
| النادي   | المرات | المواسم                         |
| -------- | ------ | ------------------------------- |
| العربي   | 5      | 1962، 1963، 1964، 1966، 1983    |
| القادسية | 5      | 1975، 2003، 2004، 2010، 2011–12 |
| الكويت   | 4      | 1977، 2016–17، 2017–18، 2018–19 |

### لاوس
في لاوس ناديان حققا دوري لاوس وكأس رئيس الوزراء اللاوسي.
| النادي | المرات | المواسم |
| ------ | ------ | ------- |
| يوثا   | 1      | 2003    |
| بنك    | 1      | 2010    |

### لبنان
في لبنان ستة أندية استطاعت الدوري اللبناني الممتاز وكأس الاتحاد اللبناني.
| النادي       | المرات | المواسم                                                                                  |
| ------------ | ------ | ---------------------------------------------------------------------------------------- |
| الأنصار      | 10     | 1987–88، 1989–90، 1990–91، 1991–92، 1993–94، 1994–95، 1995–96، 1998–99، 2005–06، 2006–07 |
| العهد        | 3      | 2010–11، 2017–18، 2018–19                                                                |
| النهضة       | 1      | 1946–47                                                                                  |
| مونتمن بيروت | 1      | 1947–48                                                                                  |
| طرابلس       | 1      | 2002–03                                                                                  |
| الصفاء       | 1      | 2012–13                                                                                  |

### ماكاو
في ماكاو نادي واحد حقق دوري ماكاو وكأس ماكاو.
| النادي          | المرات | المواسم    |
| --------------- | ------ | ---------- |
| بنفيكا دي ماكاو | 2      | 2014، 2017 |

### المالديف
في المالديف، أربعة فرق فازت بدوري مالديف وكأس مالديف.
| النادي      | المرات | المواسم                      |
| ----------- | ------ | ---------------------------- |
| نيو راديانت | 5      | 1991، 1997، 2006، 2013، 2017 |
| فالنسيا     | 2      | 1999، 2004                   |
| فيكتوري     | 1      | 2000                         |
| في بي       | 1      | 2011                         |

### ماليزيا
في ماليزيا ثمانية أندية فازت بدوري السوبر الماليزي وكأس ماليزيا.
| النادي           | المرات | المواسم          |
| ---------------- | ------ | ---------------- |
| كيداه            | 3      | 1993، 2007، 2008 |
| جوهر دار التعظيم | 3      | 2016، 2017، 2019 |
| سلاغور           | 2      | 1984، 2009       |
| كوالالمبور       | 1      | 1988             |
| جهور دارول       | 1      | 1991             |
| باهانغ           | 1      | 1992             |
| سنغافورة ليونز   | 1      | 1994             |
| كلنت             | 1      | 2012             |

### منغوليا
في منغوليا نادي واحد فقط فاز بالدوري المنغولي وكأس منغوليا.
| النادي | المرات | المواسم                      |
| ------ | ------ | ---------------------------- |
| إركيم  | 5      | 1996، 1998، 2000، 2012، 2015 |

### ميانمار
في ميانمار ناديان استطاعا تحقيق دوري ميانمار الوطني ودرع الجنرال أونغ سان.
| النادي         | المرات | المواسم |
| -------------- | ------ | ------- |
| يانغون يونايتد | 1      | 2011    |
| شان يونايتد    | 1      | 2017    |

### النيبال
في النيبال لم يفز أي نادي بثنائية دوري السوبر النيبالي وكأس نيبال.

### الهند
في الهند ثلاثة أندية حققت الدوري الهندي للمحترفين وكأس دوراند.
| النادي        | المرات | المواسم |
| ------------- | ------ | ------- |
| سالغاوكار     | 1      | 1999    |
| موهون باغان   | 1      | 2000    |
| تشرتشل براذرز | 1      | 2009    |

### هونغ كونغ
في هونغ كونغ، تسعة أندية فازت بلقب دوري الدرجة الأولى ودرع التحدي الكبير.
| النادي             | المرات | المواسم |
| ------------------ | ------ | --- |
| جنوب الصين         | 22     | 1930–31، 1932–33، 1934–35، 1935–36، 1937–38، 1938–39، 1940–41، 1948–49، 1954–55، 1956–57، 1957–58، 1958–59، 1960–61، 1961–62، 1971–72، 1985–86، 1987–88، 1990–91، 1996–97، 1999–2000، 2006–07، 2009–10 |
| سيكو               | 5      | 1972–73، 1978–79، 1979–80، 1980–81، 1984–85 |
| إيسترن أيه أيه     | 4      | 1955–56، 1992–93، 1993–94، 2015–16 |
| كيتشي              | 3      | 1949–50، 1963–64، 2016–17 |
| ساوث ويلش برودريرز | 2      | 1931–32، 1933–34 |
| كاولن              | 1      | 1925–26 |
| سينغ تاو           | 1      | 1946–47 |
| هونغ كونغ رينجرز   | 1      | 1970–71 |
| سون هي             | 1      | 2004–05 |

### اليابان
تًعتبر الثنائية في اليابان عموماً هي الفوز ببطولة الدوري (دوري كرة القدم الياباني الدرجة الأولى حتى 1991–92 ودوري الدرجة الأولى الياباني منذ ذلك الحين) وكأس إمبراطور اليابان.
| النادي            | المرات | المواسم          |
| ----------------- | ------ | ---------------- |
| كاشيما أنتلرز     | 3      | 2000، 2007، 2016 |
| أوراوا            | 3      | 1973، 1978، 2006 |
| سانفريس هيروشيما  | 2      | 1965، 1967       |
| شونان بلمار       | 2      | 1977، 1979       |
| طوكيو فيردي       | 2      | 1984، 1987       |
| كاشيوا ريسول      | 1      | 1972             |
| سيريزو أوساكا     | 1      | 1974             |
| جيف يونايتد تشيبا | 1      | 1976             |
| يوكوهاما مارينوس  | 1      | 1989             |
| غامبا أوساكا      | 1      | 2014             |
| كاواساكي فرونتال  | 1      | 2020             |

### اليمن
في اليمن، أربعة أندية حققت الدوري اليمني وكأس رئيس الجمهورية.
| النادي         | المرات | المواسم                |
| -------------- | ------ | ---------------------- |
| أهلي صنعاء     | 3      | 1982–83، 1983–84، 2001 |
| شعب إب         | 1      | 2002–03                |
| الهلال الساحلي | 1      | 2008                   |
| الصقر          | 1      | 2014                   |

## أفريقيا

### أنغولا
في أنغولا، ثلاثة أندية فازت بثنائية دوري أنغولا الممتاز وكأس أنغولا.
| النادي             | المرات | المواسم                      |
| ------------------ | ------ | ---------------------------- |
| بترو إتليتيكو      | 5      | 1987، 1993، 1994، 1997، 2000 |
| بيريميرو دي أغوستو | 2      | 1991، 2006                   |
| بريميرو دي مايو    | 1      | 1983                         |

### أوغندا
في أوغندا، ثلاثة أندية حققت دوري السوبر الأوغندي وكأس أوغندا.
| النادي        | المرات | المواسم                            |
| ------------- | ------ | ---------------------------------- |
| ناكيفوبو فيلا | 6      | 1986، 1988، 1989، 1998، 2000، 2002 |
| إكسبريس       | 1      | 1995                               |
| كامبالا سيتي  | 1      | 2016–17                            |

### إثيوبيا
في إثيوبيا، ثلاثة أندية حققت الدوري الإثيوبي الممتاز وكأس إثيوبيا.
| النادي         | المرات | المواسم                      |
| -------------- | ------ | ---------------------------- |
| القوة الدفاعية | 5      | 1949، 1951، 1954، 1956، 1982 |
| سانت جورج      | 2      | 1999، 2016                   |
| إي إي بي سي أو | 1      | 2001                         |

### إريتيريا
في إريتريا، لا يوجد نادي حقق الدوري الإريتري الممتاز وكأس إريتريا.

### بنين
في بنين، ناديان فازا بدوري بنين الممتاز وكأس بنين.
| النادي                     | المرات | المواسم |
| -------------------------- | ------ | ------- |
| إيتوليه سبورتيف بورتو-نوفو | 1      | 1974    |
| دراغونز دي أوميه           | 1      | 1986    |

### بوتسوانا
في بوتسوانا، سبعة أندية ظفرت بدوري بوتسوانا الممتاز وكأس بوتسوانا.
| النادي                     | المرات | المواسم          |
| -------------------------- | ------ | ---------------- |
| موجودتشين فايترز           | 3      | 1999، 2000، 2003 |
| تاونشيب رولرز              | 3      | 1979، 2005، 2010 |
| القوة الدفاعية البوتسوانية | 2      | 1970، 1990       |
| بوتسوانا                   | 2      | 1989، 2004       |
| نيتوان                     | 1      | 1978             |
| إكستينشن جنرز              | 1      | 1992             |
| موتشودي سنتر تشيفز         | 1      | 2008             |

### بوركينا فاسو
في بوركينا فاسو، ثلاثة أندية فاز بدوري بوركينا فاسو وكأس بوركينا فاسو.
| النادي                  | المرات | المواسم                                        |
| ----------------------- | ------ | ---------------------------------------------- |
| إيتوال فيلانتي واغادوغو | 8      | 1965، 1985، 1988، 1990، 1992، 1993، 2001، 2008 |
| أسفا ينينغا             | 2      | 2009، 2013                                     |
| كاديغو                  | 1      | 2016                                           |

### بوروندي
في بوروندي، نادي واحد فقط فاز بدوري بوروندي الممتاز وكأس بوروندي.
| المواسم  | المرات | المواسم                         |
| -------- | ------ | ------------------------------- |
| فيتال أو | 5      | 1986، 1994، 1996، 1999، 2014–15 |

### تشاد
في تشاد، لا يوجد نادي فاز بثنائية دوري تشاد الممتاز وكأس تشاد.

### تنزانيا
في تنزانيا، ثلاثة أندية حققت الدوري التنزاني الممتاز وكأس تنزانيا.
| النادي        | المرات | المواسم |
| ------------- | ------ | ------- |
| كوستال يونيون | 1      | 1988    |
| سيمبا         | 1      | 1995    |
| يانغ أفريكانز | 1      | 2015–16 |

### توغو
في توغو، خمسة أندية حققت البطولة الوطنية التوغولية وكأس توغو.
| النادي             | المرات | المواسم |
| ------------------ | ------ | ------- |
| إيتولي فيلانت لومي | 1      | 1961    |
| سيماسي             | 1      | 1982    |
| اجازا لومي         | 1      | 1984    |
| ديناميك توغو       | 1      | 2001    |
| ميناء التوغو       | 1      | 2017    |

### تونس
في تونس، عشرة أندية حققت الرابطة التونسية المحترفة الأولى وكأس تونس.
| النادي                     | المرات | المواسم                            |
| -------------------------- | ------ | ---------------------------------- |
| الترجي الرياضي التونسي     | 6      | 1989، 1991، 1999، 2006، 2011، 2025 |
| نادي الاتحاد التونسي       | 3      | 1929–30، 1930–31، 1932–33          |
| النادي الرياضي لحمام الأنف | 3      | 1950–51، 1953–54، 1954–55          |
| النادي الإفريقي            | 3      | 1967، 1973، 1992                   |
| النادي الرياضي الصفاقسي    | 2      | 1971، 1995                         |
| سبورتنغ كلوب (تونس)        | 1      | 1925–26                            |
| ستاد جالويس                | 1      | 1926–27                            |
| إيطاليا تونس               | 1      | 1935–36                            |
| الملعب التونسي             | 1      | 1962                               |
| النجم الرياضي الساحلي      | 1      | 1963                               |

### الجزائر
في الجزائر، خمسة أندية حصلت على الرابطة الجزائرية وكأس الجزائر.
| النادي          | المرات | المواسم                   |
| --------------- | ------ | ------------------------- |
| شباب بلوزداد    | 3      | 1965–66، 1968–69، 1969–70 |
| شبيبة القبائل   | 2      | 1976–77، 1985–86          |
| وفاق سطيف       | 2      | 1967–68، 2011–12          |
| مولودية الجزائر | 1      | 1975–76                   |
| اتحاد الجزائر   | 1      | 2002–03                   |

### جزر القمر
في جزر القمر، ناديان حققا دوري جزر القمر الممتاز وكأس جزر القمر.
| النادي                   | المرات | المواسم |
| ------------------------ | ------ | ------- |
| أباتشي                   | 1      | 2009    |
| الركن الشمالي ميتساميولي | 1      | 2011    |

### جمهورية أفريقيا الوسطى
في جمهورية أفريقيا الوسطى، فريق واحد فاز بدوري جمهورية أفريقيا الوسطى الممتاز وكأس جمهورية أفريقيا الوسطى الوطني.
| النادي        | المرات | المواسم |
| ------------- | ------ | ------- |
| تيمبيتي موكاف | 1      | 2003    |

### جمهورية الكونغو
في جمهورية الكونغو، ثلاثة أندية حققت ثنائية دوري الكونغو الممتاز وكأس الكونغو.
| النادي          | المرات | المواسم          |
| --------------- | ------ | ---------------- |
| إيه سي ليوباردز | 3      | 2013، 2016، 2017 |
| إيتوال دو كونغو | 2      | 2000، 2006       |
| كارا برازافيل   | 1      | 1981             |

### جمهورية الكونغو الديمقراطية
في جمهورية الكونغو الديمقراطية، ستة أندية حققت الدوري الوطني الكونغولي وكأس الكونغو الديمقراطية.
| النادي            | المرات | المواسم                      |
| ----------------- | ------ | ---------------------------- |
| فيتا              | 5      | 1971، 1972، 1973، 1975، 1977 |
| موتيما بيمبي      | 4      | 1964، 1674، 1978، 1994       |
| تي بي مازيمبي     | 4      | 1966، 1967، 1976، 2000       |
| دراغون            | 1      | 1965                         |
| سانت إيلوي لوبوبو | 1      | 1968                         |
| بيلومبي           | 1      | 1992                         |

### جنوب أفريقيا
في جنوب أفريقيا، 13 نادي حقق دوري جنوب أفريقيا الممتاز وكأس جنوب أفريقيا.
| النادي            | المرات | المواسم                                     |
| ----------------- | ------ | ------------------------------------------- |
| كايزر تشيفز       | 7      | 1976، 1977، 1979، 1981، 1984، 1992، 2012–13 |
| هايلاندز بارك     | 3      | 1965، 1966، 1975                            |
| أورلاندو بيراتس   | 3      | 1973، 1975، 2010–11                         |
| أفالون أتلتيك     | 2      | 1962، 1963                                  |
| سانتوس            | 2      | 1988، 1990                                  |
| أدينتون           | 1      | 1963                                        |
| غلينفي            | 1      | 1972                                        |
| أركاديا شيفيردز   | 1      | 1974                                        |
| كيب تاون سيتي     | 1      | 1976                                        |
| ديربان سيتي       | 1      | 1978                                        |
| باتسوود           | 1      | 1989                                        |
| أياكس كيب تاون    | 1      | 1995                                        |
| ماميلودي صن داونز | 1      | 1998                                        |

### جنوب السودان
في جنوب السودان، نادي وحيد حقق بطولة جنوب السودان وكأس جنوب السودان الوطني.
| النادي | المرات | المواسم |
| ------ | ------ | ------- |
| السلام | 1      | 2017    |

### جيبوتي
في جيبوتي، أربعة أندية حققت دوري جيبوتي الممتاز وكأس جيبوتي.
| النادي             | المرات | المواسم          |
| ------------------ | ------ | ---------------- |
| قوة الشرطة الوطنية | 2      | 1996–97، 1997–98 |
| أيه أس بورت        | 2      | 2009–10، 2010–11 |
| أيربورت            | 1      | 1990–91          |
| جيبوتي تيليكوم     | 1      | 2015–16          |

### الرأس الأخضر
في الرأس الأخضر، نادي واحد فاز بالبطولة الوطنية للرأس الأخضر وكأس الرأس الأخضر الوطني.
| النادي   | المرات | المواسم |
| -------- | ------ | ------- |
| بوافيشتا | 1      | 2010    |

### رواندا
في رواندا، ثلاثة أندية حققت البطولة الوطنية الرواندية الممتازة وكأس رواندا.
| النادي                | المرات | المواسم                            |
| --------------------- | ------ | ---------------------------------- |
| الجيش الوطني الرواندي | 6      | 2006، 2007، 2010، 2011، 2012، 2014 |
| بانترز نويرس          | 3      | 1980، 1984، 1987                   |
| رايون سبورتس          | 1      | 1998                               |

### زامبيا
في زامبيا، ستة أندية حققت الدوري الزامبي الممتاز وكأس زامبيا (ألغيت).
| النادي          | المرات | المواسم                |
| --------------- | ------ | ---------------------- |
| نكانا           | 4      | 1986، 1989، 1992، 1993 |
| موفوليرا واندرز | 4      | 1965، 1966، 1976، 1995 |
| كابوي واريورز   | 2      | 1972، 1987             |
| روان يونايتد    | 1      | 1962                   |
| باور ديناموز    | 1      | 1997                   |
| زاناكو          | 1      | 2002                   |

### زيمبابوي
في زيمبابوي، ستة أندية حققت دوري زيمبابوي الممتاز وكأس زيمبابوي.
| النادي         | المرات | المواسم                                  |
| -------------- | ------ | ---------------------------------------- |
| ديناموز        | 7      | 1976، 1985، 1986، 1989، 2007، 2011، 2012 |
| بولاوايو روفرز | 1      | 1962                                     |
| زيمبابوي سانت  | 1      | 1977                                     |
| بلاك رينوس     | 1      | 1984                                     |
| هايلاندرز      | 1      | 1990                                     |
| كابس يونايتد   | 1      | 2004                                     |

### ساحل العاج
في ساحل العاج، ناديان حققا ثنائية دوري كوت ديفوار الممتاز وكأس ساحل العاج.
| النادي        | المرات | المواسم                                        |
| ------------- | ------ | ---------------------------------------------- |
| أسيك أبيدجان  | 8      | 1970، 1972، 1973، 1990، 1995، 1997، 2003، 2005 |
| أفريكا سبورتس | 6      | 1977، 1978، 1982، 1985، 1986، 1989             |

### ساو تومي وبرينسيب
في ساو تومي وبرينسيب، ستة أندية فازت ببطولة ساو توميه وبرينسيب وكأس ساو تومي وبرينسيب الوطني.
| النادي                     | المرات | المواسم          |
| -------------------------- | ------ | ---------------- |
| فيتوريا                    | 3      | 1986، 1989، 2011 |
| سبورتينغ برايا كروز        | 3      | 1982، 1994، 2015 |
| يو دي أر أيه               | 2      | 2014، 2017       |
| كلوب ديسبورتيفو دي غوادلوب | 1      | 1981             |
| 6 سبتمبر                   | 1      | 1988             |
| سانتانا                    | 1      | 1991             |
| سبورتنغ برينسيب            | 1      | 2012             |

### السنغال
في السنغال، ثلاثة أندية حققت دوري السنغال الممتاز وكأس السنغال.
| النادي      | المرات | المواسم                      |
| ----------- | ------ | ---------------------------- |
| دايراف      | 5      | 1968، 1970، 1975، 1982، 1995 |
| جان دارك    | 1      | 1969                         |
| اتحاد دوانس | 1      | 1997                         |
| بيكينيه     | 1      | 2014                         |

### سوازيلاند
في سوازيلاند، ناديان حققا الدوري السوازيلاندي الممتاز وكأس سوازيلاند.
| النادي         | المرات | المواسم    |
| -------------- | ------ | ---------- |
| رويال ليوباردس | 2      | 2007، 2014 |
| إمبابان سوالوز | 1      | 2013       |

### السودان
في السودان، ناديان حققا الدوري السوداني الممتاز وكأس السودان.
| النادي | المرات | المواسم                                                    |
| ------ | ------ | ---------------------------------------------------------- |
| المريخ | 10     | 1970، 1971، 1972، 1974، 1985، 1993، 2001، 2008، 2013، 2015 |
| الهلال | 4      | 1998، 2004، 2009، 2016                                     |

### سيراليون
في سيراليون، ناديان حققا دوري سيراليون الوطني الممتاز وكأس سيراليون.
| النادي          | المرات | المواسم    |
| --------------- | ------ | ---------- |
| مايتي بلاكبول   | 2      | 1988، 2000 |
| إيست إيند ليونز | 1      | 1980       |

### سيشل
في سيشل، ناديان حققا دوري سيشل الدرجة الأولى وكأس سيشل.
| النادي                 | المرات | المواسم                      |
| ---------------------- | ------ | ---------------------------- |
| ميشيل يونايتد          | 5      | 1997، 2007، 2008، 2011، 2014 |
| سانت لويس سانس يونايتد | 2      | 1988، 2017                   |

### الصومال
في الصومال، لا يوجد نادي حقق ثنائية الدوري الصومالي الممتاز وكأس الصومال.

### الغابون
في الغابون، خمسة أندية حققت بطولة الغابون الوطنية وكأس الغابون.
| النادي        | المرات | المواسم    |
| ------------- | ------ | ---------- |
| اتحاد بيتام   | 2      | 2003، 2010 |
| ليبرفيل       | 1      | 1986       |
| اتحاد ليبرفيل | 1      | 2002       |
| مانغاسبورت    | 1      | 2005       |
| مونانا        | 1      | 2016       |

### غامبيا
في غامبيا، ناديان حققا ثنائية دوري الدرجة الأولى الغامبي وكأس غامبيا.
| النادي      | المرات | المواسم                      |
| ----------- | ------ | ---------------------------- |
| واليدان     | 5      | 1976، 2001، 2002، 2004، 2008 |
| ريال بانجول | 1      | 1997                         |

### غانا
في غانا، ثلاثة أندية حققت الدوري الغاني الممتاز وكأس الاتحاد الغاني.
| النادي              | المرات | المواسم                      |
| ------------------- | ------ | ---------------------------- |
| هارتس أوف أوك       | 5      | 1973، 1979، 1990، 1999، 2000 |
| أشانتي كوتوكو       | 2      | 1959، 2014                   |
| الجمهوريون الملكيون | 1      | 1962–63                      |

### غينيا
في غينيا، ناديان حققا البطولة الوطنية الغينية وكأس غينيا الوطني.
| النادي     | المرات | المواسم                |
| ---------- | ------ | ---------------------- |
| هورويا     | 4      | 1989، 1994، 2013، 2016 |
| كالوم ستار | 2      | 1998، 2007             |

### غينيا الاستوائية
في غينيا الاستوائية، لا يوجد نادي فاز بثنائية الدوري الغيني الاستوائي الممتاز وكأس غينيا الاستوائية.

### غينيا بيساو
في غينيا بيساو، ثلاثة أندية حققت بطولة غينيا بيساو الوطنية وكأس غينيا بيساو الوطني.
| النادي                         | المرات | المواسم                |
| ------------------------------ | ------ | ---------------------- |
| بنفيكا بيساو                   | 4      | 1980، 1989، 2010، 2015 |
| سبورتنغ بيساو                  | 3      | 1986، 1991، 2005       |
| أونياو ديسبورتيفا إنترناشيونال | 1      | 1985                   |

### الكاميرون
في الكاميرون خمسة أندية فازت بالدوري الكاميروني الممتاز وكأس الكاميرون.
| النادي       | المرات | المواسم                            |
| ------------ | ------ | ---------------------------------- |
| القطن        | 6      | 2003، 2004، 2007، 2008، 2011، 2014 |
| كانون ياوندي | 2      | 1977، 1986                         |
| أوريكس دوالا | 1      | 1963                               |
| يونيون دوالا | 1      | 1969                               |
| تونير ياوندي | 1      | 1987                               |

### كينيا
في كينيا، ناديان حققا دوري كينيا الممتاز وكأس كينيا.
| النادي   | المرات | المواسم                |
| -------- | ------ | ---------------------- |
| غور مايا | 4      | 1964، 1976، 1983، 1987 |
| ليوباردس | 1      | 1967                   |

### ليبيا
في ليبيا، ناديان حققا دوري الدرجة الأولى الليبي وكأس ليبيا.
| النادي  | المرات | المواسم          |
| ------- | ------ | ---------------- |
| الاتحاد | 3      | 2005، 2007، 2009 |
| الأهلي  | 3      | 1994، 2000، 2016 |

### ليبيريا
في ليبيريا، ثمانية أندية فازت بالدوري الليبيري الممتاز وكأس ليبيريا.
| النادي                      | المرات | المواسم          |
| --------------------------- | ------ | ---------------- |
| مايتي بارول                 | 3      | 1974، 1986، 1995 |
| إنفنكيبل إليفين             | 3      | 1987، 1997، 1998 |
| شركة ليبيريا لتكرير النفط   | 2      | 1999، 2005       |
| هيئة الموانئ الوطنية        | 1      | 1994             |
| المحترفين المبتدئين         | 1      | 1996             |
| مونروفيا بلاك ستار          | 1      | 2008             |
| باراك يانغ كونترولرز        | 1      | 2013             |
| مؤسسة سفينة ليبيريا للتسجيل | 1      | 2017             |

### ليسوتو
في ليسوتو، خمسة أندية حققت دوري ليسوتو وكأس استقلال ليسوتو.
| النادي                   | المرات | المواسم    |
| ------------------------ | ------ | ---------- |
| آرسنال ماسيرو            | 2      | 1989، 1991 |
| القوة الدفاعية الليسوتية | 1      | 1990       |
| ماتلاما                  | 1      | 1992       |
| ليولي                    | 1      | 2016       |
| بانتو                    | 1      | 2017       |

### مالاوي
في مالاوي، نادي واحد حقق دوري مالاوي الدرجة الأولى وكأس مالاوي.
| النادي        | المرات | المواسم |
| ------------- | ------ | ------- |
| سيلفر ستريكرز | 1      | 2014    |

### مالي
في مالي، ثلاثة أندية حققت دوري الدرجة الأولى المالي وكأس مالي.
| النادي        | المرات | المواسم                                                                                           |
| ------------- | ------ | ------------------------------------------------------------------------------------------------- |
| دجوليبا       | 11     | 1970–71، 1972–73، 1973–74، 1974–75، 1975–76، 1978–79، 1995–96، 1997–98، 2003–04، 2007–08، 2008–09 |
| الملعب المالي | 8      | 1969–70، 1971–72، 1983–84، 1993–94، 2000–01، 2005–06، 2012–13، 2014–15                            |
| ريال باماكو   | 3      | 1968–69، 1979–80، 1990–91                                                                         |

### مدغشقر
في مدغشقر، أربعة أندية حققت دوري أبطال مدغشقر وكأس مدغشقر.
| النادي               | المرات | المواسم    |
| -------------------- | ------ | ---------- |
| كنابس سبور           | 2      | 2015، 2016 |
| دينامو فيما          | 1      | 1983       |
| يو إس جي إف رافينالا | 1      | 2004       |
| يو إس سي أيه فوت     | 1      | 2005       |

### مصر
في مصر، ناديان فازا بثنائية الدوري المصري الممتاز وكأس مصر.
| النادي  | المرات | المواسم |
| ------- | ------ | --- |
| الأهلي  | 15     | 1948–49، 1949–50، 1950–51، 1952–53، 1955–56، 1957–58، 1960–61، 1980–81، 1984–85، 1988–89، 1995–96، 2005–06، 2006–07، 2016–17، 2019–20 |
| الزمالك | 3      | 1959–60، 1987–88، 2014–15 |

- ملاحظات:

ثنائية الأهلي في موسمي 2005–06 و2006–07 كانت جُزءً من الخماسية، حيث حقق بجانب الثنائية كأس السوبر المصري ودوري أبطال أفريقيا وكأس السوبر الأفريقي.
ثنائية الأهلي في موسم 2019–20 كانت جُزءً من الثلاثية، حيث حقق بجانب الثنائية دوري أبطال أفريقيا.

### المغرب
في المغرب، ثلاثة أندية حققت البطولة الوطنية المغربية وكأس العرش المغربي.
| النادي       | المرات | المواسم    |
| ------------ | ------ | ---------- |
| الجيش الملكي | 2      | 1984، 2008 |
| الوداد       | 1      | 1978       |
| الرجاء       | 1      | 1996       |

### موريتانيا
في موريتانيا، ناديان حققا الدوري الموريتاني الممتاز وكأس رئيس الجمهورية الموريتاني.
| النادي     | المرات | المواسم    |
| ---------- | ------ | ---------- |
| تفرغ زينة  | 1      | 2012، 2016 |
| جمعية لكصر | 1      | 1993       |

### موريشيوس
في موريشيوس، سبعة أندية حققت دوري موريشيوس وكأس موريشيوس.
| النادي            | المرات | المواسم          |
| ----------------- | ------ | ---------------- |
| فاير بريدج        | 3      | 1980، 1983، 1994 |
| الشروق            | 3      | 1987، 1992، 1996 |
| نادي الشرطة       | 2      | 1962، 1965       |
| دودو              | 2      | 1957، 1966       |
| بورت-لويس 2000    | 2      | 2002، 2005       |
| كوريبيبي ستارلايت | 1      | 2008             |
| بامبليموسيس       | 1      | 2018             |

### موزمبيق
في موزمبيق، خمسة أندية حققت الدوري الموزمبيقي وكأس موزمبيق.
| النادي                  | المرات | المواسم                           |
| ----------------------- | ------ | --------------------------------- |
| كوستا دو سول            | 5      | 1980، 1992، 1993، 1999–2000، 2007 |
| فيروفاريو دي مابوتو     | 2      | 1989، 2009                        |
| ماكساكوين               | 1      | 1986                              |
| ماتشيدجي مابوتو         | 1      | 1990                              |
| غروبو ديسبورتيفو مابوتو | 1      | 2006                              |

### ناميبيا
في ناميبيا، نادي وحيد حقق دوري ناميبيا الممتاز وكأس ناميبيا.
| النادي          | المرات | المواسم    |
| --------------- | ------ | ---------- |
| النجوم الأفريقي | 2      | 2010، 2018 |

### النيجر
في النيجر، ثمانية أندية حققت دوري النيجر الممتاز وكأس النيجر.
| النادي           | المرات | المواسم                            |
| ---------------- | ------ | ---------------------------------- |
| الساحل           | 6      | 1974، 1986، 1987، 1992، 1996، 2004 |
| نيامي            | 2      | 1980، 1981                         |
| أولمبيك دي نيامي | 1      | 1977                               |
| يانجورزو         | 1      | 1983                               |
| إسبوير           | 1      | 1984                               |
| جي إس دي تينيري  | 1      | 2000                               |
| نادي الشرطة      | 1      | 2008                               |
| أيه أس فان نيامي | 1      | 2010                               |

### نيجيريا
في نيجيريا، سبعة أندية حققت الدوري النيجيري الممتاز وكأس نيجيريا.
| النادي              | المرات | المواسم          |
| ------------------- | ------ | ---------------- |
| إينوغو رينجرز       | 3      | 1974، 1975، 1981 |
| ليفينتس يونايتد     | 1      | 1986             |
| هارتلاند            | 1      | 1988             |
| بي بي سي ليونز      | 1      | 1994             |
| شوتينغ ستارز        | 1      | 1995             |
| دولفينز             | 1      | 2004             |
| إنييمبا إنترناشونال | 1      | 2005             |

## أمريكا الشمالية والوسطى والبحر الكاريبي

### أنتيغوا وباربودا
في أنتيغوا وباربودا، ناديان حققا ثنائية دوري أنتيغوا وباربودا وكأس أنتيغوا وباربودا.
| النادي | المرات | المواسم          |
| ------ | ------ | ---------------- |
| باسا   | 2      | 2007–08، 2009–10 |
| ساب    | 1      | 2008–09          |

### أروبا
في أروبا، ناديان حققا ثنائية دوري أروبا وكأس تورنيو بيتيكو كرويس.
| النادي             | المرات | المواسم          |
| ------------------ | ------ | ---------------- |
| سي في بريطانيا     | 2      | 2008–09، 2009–10 |
| سي في راسينغ أروبا | 2      | 2011–12، 2015–16 |

### أنغويلا
في أنغويلا، لا توجد بطولات كؤوس وطنية؛ دوري أنغويلا هي البطولة الرسمية الوحيدة في البلد.

### باربادوس
في باربادوس، سبعة أندي حققت دوري باربادوس وكأس باربادوس.
| النادي                                      | المرات | المواسم                                  |
| ------------------------------------------- | ------ | ---------------------------------------- |
| ويموث ويلز                                  | 7      | 1967، 1969، 1970، 1972، 1975، 1984، 2017 |
| نورتي ديم                                   | 4      | 1997، 2004، 2008، 2010                   |
| بردايس                                      | 2      | 1996، 2003                               |
| سبارتان                                     | 1      | 1950                                     |
| إيفرتون                                     | 1      | 1960                                     |
| برايد أوف جال هيل                           | 1      | 1993                                     |
| برنامج القوة الدفاعية الرياضية الباربادوسية | 1      | 2015                                     |

### باهاماس
في باهاماس، ناديان حققا دوري باهاماس وكأس باهاماس.
| النادي   | المرات | المواسم          |
| -------- | ------ | ---------------- |
| بيرز     | 2      | 2008–09، 2009–10 |
| كافالاير | 1      | 1999             |

### برمودا
في برمودا، سبعة أندية حققت ثنائية دوري برمودا وكأس برمودا.
| النادي              | المرات | المواسم                            |
| ------------------- | ------ | ---------------------------------- |
| نورث فليج رامز      | 4      | 1977–78، 2001–02، 2002–03، 2005–06 |
| سومرست              | 3      | 1967–68، 1968–69، 1969–70          |
| يونغ مين سوشيل كلوب | 2      | 1963–64، 1964–65                   |
| بي إتش سي زيبراس    | 2      | 1970–71، 2007–08                   |
| داندي تاون هورنتس   | 2      | 2011–12، 2013–14                   |
| ديفونشير كولتس      | 1      | 1972–73                            |
| فاسكو دا غاما       | 1      | 1997–98                            |

### بليز
في بليز، لا توجد بطولات كؤوس وطنية؛ دوري بليز الممتاز هي البطولة الرسمية الوحيدة في البلد.

### بنما
في بنما، لا يوجد نادي حقق ثنائية دوري بنما وكأس بنما.

### بورتوريكو
في بورتوريكو نادي وحيد حقق ثنائية دوري بورتوريكو الوطني وكأس بورتوريكو (أُلغيت).
| النادي   | المرات | المواسم |
| -------- | ------ | ------- |
| فرايكومر | 1      | 2006    |

### بونير
في بونير، نادي وحيد حقق ثنائية دوري بونير وكأس إم سي بي.
| النادي      | المرات | المواسم |
| ----------- | ------ | ------- |
| ريال رينكون | 1      | 2014    |

### ترينيداد وتوباغو
في ترينيداد وتوباغو، ثلاثة عشر نادياً حققوا ثنائية دوري ميناء إسبانيا / الدوري الوطني / دوري نصف المحترفين / دوري محترفين تي تي وكأس ترينيداد وتوباغو.
| النادي                | المرات | المواسم                      |
| --------------------- | ------ | ---------------------------- |
| ديفينس فورس           | 5      | 1974، 1981، 1985، 1989، 1996 |
| إيفرتون ميناء إسبانيا | 3      | 1930، 1931، 1932             |
| مابل                  | 2      | 1653، 1963                   |
| إيه سي إل             | 2      | 1982، 1983                   |
| يونايتد بيتروترين     | 2      | 1986، 1988                   |
| دبليو كونكشن          | 2      | 2000، 2013–14                |
| كاسوالس               | 1      | 1934                         |
| كولتس                 | 1      | 1945                         |
| شمروك                 | 1      | 1959                         |
| براغون                | 1      | 1964                         |
| ريغمنت                | 1      | 1966                         |
| نادي الشرطة           | 1      | 1994                         |
| جو بابليك             | 1      | 2009                         |

### جامايكا
في جامايكا، ثلاثة أندية حققت ثنائية دوري جامايكا الممتاز وبطولة كأس الأبطال الجامايكية.
| النادي          | المرات | المواسم          |
| --------------- | ------ | ---------------- |
| بورتمور يونايتد | 2      | 2002–03، 2004–05 |
| تريفولي غاردينس | 2      | 1998–99، 2010–11 |
| رينو            | 1      | 1994–95          |

### جزر توركس وكايكوس
في جزر توركس وكايكوس، لا توجد بطولات كأس وطنية؛ دوري جزر توركس وكايكوس هي البطولة الوطنية الرسمية في البلد.

### جزر العذراء الأمريكية
في جزر العذراء الأمريكية، لا توجد بطولات كأس وطنية؛ دوري جزر العذراء الأمريكية هي البطولة الوطنية الرسمية في البلد.

### جزر العذراء البريطانية
في جزر العذراء البريطانية، لا توجد بطولات كؤوس وطنية؛ دوري الجزر العذراء البريطانية لكرة القدم هي البطولة الرسمية الوحيدة في البلد.

### جزر كايمان
في جزر كايمان، خمسة أندي استطاعت تحقيق ثنائية دوري جزر كايمان وكأس جزر كايمان.
| النادي               | المرات | المواسم                            |
| -------------------- | ------ | ---------------------------------- |
| سكولارس إنترناشيونال | 4      | 2002–03، 2005–06، 2007–08، 2011–12 |
| بودين تاون           | 2      | 2012–13، 2016–17                   |
| جورج تاون            | 1      | 2001–02                            |
| لاتينوس              | 1      | 2003–04                            |
| ويسترن يونيون        | 1      | 2004–05                            |

### دومينيكا
في دومينيكا، ناديان حققا دوري دوومينيكيا وكأس دومينيكا (أُلغيت).
| النادي          | المرات | المواسم                                        |
| --------------- | ------ | ---------------------------------------------- |
| هارليم يونايتد  | 8      | 1970، 1973، 1974، 1992، 1994، 1997، 2003، 2004 |
| كينزبرة يونايتد | 1      | 1977                                           |

### جمهورية الدومينيكان
في جمهورية الدومينيكان، لا توجد بطولة كأس وطنية؛ دوري جمهورية الدومينيكان الدرجة الأولى هي البطولة الرسمية الوحيدة في البلد.

### سانت فينسنت والغرينادين
في سانت فينسنت والغرينادين، لا توجد بطولات كؤوس وطنية؛ دوري سانت فنسنت والغرينادين هي البطولة الرسمية الوحيدة في البلد.

### سانت كيتس ونيفيس
في سانت كيتس ونيفيس، أربعة أندية حققت ثنائية دوري سانت كيتس ونيفيس وكأس سانت كيتس ونيفيس.
| النادي          | المرات | المواسم          |
| --------------- | ------ | ---------------- |
| نيوتاون يونايتد | 2      | 2006–07، 2009–10 |
| فيلج سوبرستارز  | 2      | 2002–03، 2010–11 |
| كايون روكيتس    | 1      | 2001–02          |
| كونير يونايتد   | 1      | 2012–13          |

### سانت لوسيا
في سانت لوسيا، ناديان حققا ثنائية دوري سانت لوسيا وكأس سانت لوسيا.
| النادي                 | المرات | المواسم    |
| ---------------------- | ------ | ---------- |
| فامبرز أتلتيك دراماتيك | 2      | 2001، 2002 |
| روتس آلي بيلرز         | 1      | 1999       |

### السلفادور
في السلفادور، ناديان حققا ثنائية دوري السلفادور وكأس رئيس السلفادور.
| النادي       | المرات | المواسم |
| ------------ | ------ | ------- |
| سي دي أغويلا | 1      | 2000    |
| سانتا تيكلا  | 1      | 2017    |

### سورينام
في سورينام، ثلاثة أندية حققت ثنائية دوري سورينام وكأس سورينام.
| النادي             | المرات | المواسم |
| ------------------ | ------ | ------- |
| ترانسفال           | 1      | 1995–96 |
| وولكنغ بوت كومباني | 1      | 2008–09 |
| إنتر موينغوتابوي   | 1      | 2016–17 |

### سينت مارتن
في سينت مارتن، لا توجد بطولات كأس وطنية؛ دوري سينت مارتن هي البطولة الرسمية الوحيدة في البلد.

### غرينادا
في غرينادا، لا توجد بطولات كؤوس وطنية، دوري غرينادا هي البطولة الرسمية الوحيدة في البلد.

### غواتيمالا
في غواتيمالا، ثلاثة أندية حققت ثنائية دوري غواتيمالا وكأس غواتيمالا.
| النادي        | المرات | المواسم    |
| ------------- | ------ | ---------- |
| أورورا        | 2      | 1968، 1984 |
| كومونيكاسونيس | 2      | 1972، 1986 |
| مونكيبال      | 2      | 2003، 2004 |

### غوادلوب
في غوادلوب، ستة أندي حققت ثنائية دوري غوادلوب وكأس غوادلوب.
| النادي                | المرات | المواسم    |
| --------------------- | ------ | ---------- |
| يوفنتوس سانت-آني      | 2      | 1975، 1976 |
| سوليدريت سكولير       | 2      | 1992، 1993 |
| مولين                 | 2      | 2013، 2014 |
| زينيث مورني-آه-لو     | 1      | 1989       |
| ليتولي دي مورني-آه-لو | 1      | 2002       |
| راسينغ دي باس-تير     | 1      | 2004       |

### غويانا
في غيانا، نادي واحد حقق ثنائية دوري سوبر غويانا الوطني وكأس غيانا.
| النادي       | المرات | المواسم |
| ------------ | ------ | ------- |
| ألفا يونايتد | 1      | 2013    |

### غويانا الفرنسية
في غويانا الفرنسية، أربعة أندية حققت ثنائية دوري غويانا الفرنسية وكأس غويانا.
| النادي       | المرات | المواسم                              |
| ------------ | ------ | ------------------------------------ |
| سانت جورجس   | 4      | 1964–65، 1982–83، 1983–84، 1999–2000 |
| يو إس ماتوري | 3      | 2010–11، 2011–12، 2015–16            |
| لي غيلدار    | 2      | 2008–09، 2009–10                     |
| كولونيال     | 1      | 1977–78                              |

### كندا
لا تملك كندا حاليًا دوري كرة قدم خاص بها على الصعيد الوطني، ولذا فهي تشارك نظامها الدوري مع الولايات المتحدة. تعتبر بطولة الكأس المُسماة بالبطولة الكندية لكرة القدم هي المنافسة الأولى في البلد، ويتم التنافس عليها فقط بين الفرق الكندية من الدوري الأمريكي.
| النادي | المرات | المواسم |
| ------ | ------ | ------- |
| تورنتو | 1      | 2017    |

### كوبا
في كوبا، لا توجد بطولات كؤوس وطنية؛ البطولة الوطني الكوبية هي البطولة الوطنية الرسمية في البلد.

### كوراساو
في كوراساو، لا توجد بطولات كؤوس وطنية؛ دوري كوراساو هي البطولة الوطنية الرسمية في البلد.

### كوستاريكا
في كوستاريكا، لا يوجد نادي حقق ثنائية دوري كوستاريكا وكأس كوستاريكا.

### مارتينيك
في مارتينيك، ثلاثة أندية حققت ثنائية دوري مارتينيك وكأس مارتينيك.
| النادي         | المرات | المواسم                                              |
| -------------- | ------ | ---------------------------------------------------- |
| فرنسيسيان      | 6      | 2000–01، 2001–02، 2002–03، 2003–04، 2004–05، 2006–07 |
| أوسوست دي بيري | 3      | 1966، 1967، 1968                                     |
| غولدن ستار     | 2      | 1953، 1958                                           |
| غولدن ليون     | 1      | 2015–16                                              |

### المكسيك
في المكسيك، تسعة أندية حققت ثنائية دوري فويرزا / الدوري المكسيكي الممتاز وكأس المكسيك.
| النادي       | عصر الهواة                | عصر المحترفين     | المجموع |
| ------------ | ------------------------- | ----------------- | ------- |
| ريال إسبانيا | 1914–15، 1916–17، 1918–19 | -                 | 3       |
| ريفورما      | 1908–09، 1909–10          | -                 | 2       |
| أستورياس     | 1922–23، 1938–39          | -                 | 2       |
| نيكاكسا      | 1932–33                   | 1994–95           | 2       |
| كروز آزول    | -                         | 1968–69، 1997     | 2       |
| غوادالاخارا  | -                         | 1969–70، 2017 (A) | 2       |
| كلوب ليون    | -                         | 1948–49           | 1       |
| بويبلا       | -                         | 1989–90           | 1       |
| مونتيري      | -                         | 2019–20           | 1       |

### مونتسرات
في مونتسرات، لا يوجد نادي حقق ثنائية دوري مونتسرات وكأس مونتسرات.

### نيكاراغوا
في نيكاراغوا، ناديان فازا بثنائية دوري نيكاراغوا وكأس نيكاراغوا (أُلغيت).
| النادي      | المرات | المواسم    |
| ----------- | ------ | ---------- |
| دريانغين    | 2      | 1996، 1997 |
| ريال إستيلي | 1      | 1991       |

### هايتي
في هايتي، أربعة أندي حققت ثنائية دوري هايتي وكأس هايتي.
| النادي        | المرات | المواسم |
| ------------- | ------ | ------- |
| فيوليتي       | 1      | 1939    |
| راسينغ سي إتش | 1      | 1941    |
| إكسيلسور      | 1      | 1950    |
| بالتيمور      | 1      | 2006    |

### هندوراس
في هندوراس، ناديان حققا ثنائية الدوري الهندوراسي الدرجة الأولى وكأس هندوراس.
| النادي            | المرات | المواسم |
| ----------------- | ------ | ------- |
| موتوغا            | 1      | 1968    |
| ديبورتيفو أولمبيا | 1      | 2015    |

### الولايات المتحدة
حالياً في الولايات المتحدة، تكون الثنائية بتحقيق إما بثنائية إم إل إس، والذي يتحقق من خلال الفوز بكل من درع المشجعين وكأس إم إل إس، أو ثنائية الكأس والدوري التي تتحقق بالفوز بأحد بطولتي كأس إم إل إس أو درع المشجعين مع كأس بطولة الولايات المتحدة المفتوحة.
| النادي               | المرات | المواسم                                                                                              |
| -------------------- | ------ | --- |
| دي.سي. يونايتد       | 3      | 1996 (MLS Cup، U.S. Open Cup)، 1997 (Supporters Shield، MLS Cup)، 1999 (Supporters Shield، MLS Cup)  |
| لوس أنجلوس غلاكسي    | 3      | 2002 (Supporters Shield، MLS Cup)، 2005 (MLS Cup، U.S. Open Cup)، 2011 (Supporters' Shield، MLS Cup) |
| شيكاغو فاير          | 2      | 1998 (كأس إم إل إس، كأس أمريكا المفتوحة)، 2003 (درع المشجعين، كأس أمريكا المفتوحة)                   |
| سبورتينغ كانساس سيتي | 1      | 2000 (درع المشجعين، كأس إم إل إس)                                                                    |
| كولومبوس كرو         | 1      | 2008 (درع المشجعين، كأس إم إل إس)                                                                    |
| سياتل ساوندرز        | 1      | 2014 (درع المشجعين، كأس أمريكا المفتوحة)                                                             |
| دالاس                | 1      | 2016 (درع المشجعين، كأس أمريكا المفتوحة)                                                             |

## أمريكا الجنوبية

### الأرجنتين
في الأرجنتين، بوكا جونيورز هو النادي الوحيد الذي حقق ثنائية دوري الدرجة الأولى الأرجنتيني وكأس الأرجنتين، فعل ذلك في 1969 و2015.

### الإكوادور
في الإكوادور، أنشأت الكأس المحلية في 2019، لم يحقق أي فريق الثنائية حتى الآن.

### أوروغواي
في الأوروغواي، ثلاثة أندي حققت ثنائية الدوري الأوروغواياني الممتاز والكأس التنافسية (ألغيت).
| النادي                                 | المرات | المواسم                      |
| -------------------------------------- | ------ | ---------------------------- |
| ناسيونال مونتيفيديو                    | 5      | 1903، 1912، 1915، 1919، 1923 |
| كريكيت أوروجواي المركزي للسكك الحديدية | 3      | 1901، 1905، 1907             |
| مونتيفيديو واندررز                     | 1      | 1906                         |

### باراغواي
في باراغواي، لا توجد بطولات كؤوس وطنية؛ الدوري الباراغواياني هي البطولة الرسمية الوحيدة في البلد.

### البرازيل
بسبب المساحة الكبيرة للبلاد والتأخر في تطوير البنية التحتية للنقل والاتصالات اللازمة لدعمها، لم تظهر منافسة على مستوى البلاد حتى عام 1959. لمدة 30 عامًا، لم يكن من الممكن حدوث منافسة ثنائية محلية إذ لم يكن الفريق ينافس إلا على بطولة وطنية واحدة فقط. كان هناك استثناء في موسم 1967 ، عندما فاز بالميراس بالثنائية عندما حقق بطول تورنيو روبرتو جوميز بيدروسا والنسخة النهائية من تاكا برازيل.
مُنذ تأسيس كأس البرازيل في عام 1989، كان هُناك نادي واحد حقق الثنائية: نادي كروزيرو فاز إضافةً إلى الكأس ببطولة الدوري البرازيلي في عام 2003.

### بوليفيا
في بوليفيا، بوليفار هو النادي الوحيد الذي حقق ثنائية الدوري البوليفي وكأس بوليفيا (ألغيت)، فعل ذلك في 2009.

### بيرو
في بيرو، لا توجد بطولات كؤوس وطنية؛ الدوري البيروفي هي البطولة الرسمية الوحيدة في البلد.

### تشيلي
في تشيلي، ناديان حققا ثنائية الدوري التشيلي وكأس تشيلي.
| النادي               | المرات | المواسم                |
| -------------------- | ------ | ---------------------- |
| كولو-كولو            | 4      | 1981، 1989، 1990، 1996 |
| أونيفرسيداد دي تشيلي | 1      | 2000                   |

### فنزويلا
في فنزويلا، حققت سبعة أندية الدوري الفنزويلي الممتاز وكأس فنزويلا.
| النادي                 | المرات | المواسم          |
| ---------------------- | ------ | ---------------- |
| بورتوغيزا              | 3      | 1973، 1976، 1977 |
| كاراكاس                | 2      | 1994، 2009       |
| ديبورتيفو بيتارا       | 1      | 1961             |
| اتحاد ديبورتيفا كناريا | 1      | 1968             |
| ديبورتيفو غاليسيا      | 1      | 1969             |
| إستوديانتيس دي ميردا   | 1      | 1985             |
| مارتيمو دي فنزويلا     | 1      | 1988             |

### كولومبيا
في كولومبيا، ناديان حققا ثنائية الدوري الكولومبي وكأس كولومبيا.
| النادي           | المرات | المواسم    |
| ---------------- | ------ | ---------- |
| ميلوناريوس       | 2      | 1953، 1963 |
| أتلتيكو ناسيونال | 1      | 2013       |

## أوروبا

### أذربيجان
في أذربيجان، أربعة أندية حققت ثنائية دوري أذربيجان الممتاز وكأس أذربيجان.
| النادي      | المرات | المواسم                         |
| ----------- | ------ | ------------------------------- |
| قرة باغ     | 4      | 1993، 2014–15، 2015–16، 2016–17 |
| نيفتشي باكو | 3      | 1995–96، 2003–04، 2012–13       |
| كاباز       | 1      | 1997–98                         |
| خزر لنكران  | 1      | 2006–07                         |

### أرمينيا
قبل تفكك الاتحاد السوفيتي الأندية الأرمينية كانت جُزءً من المنافسات السوفييتية. أرارات يريفان كان واحداً من ناديان غير روسيان فازا بُثناية الألقاب السوفييتية.
في أرمينيا، أربعة أندية حققت الدوري السوفييتي الممتاز/الدوري الأرمني الممتاز وكأس السوفييت/كأس أرمينيا.
| النادي         | الاتحاد السوفيتي | أرمينيا                         | المجموع |
| -------------- | ---------------- | ------------------------------- | ------- |
| بيونيك يريفان  | -                | 2002، 2004، 2009، 2010، 2014–15 | 5       |
| أرارات يريفان  | 1973             | 1993                            | 2       |
| كيليكيا        | -                | 1995–96                         | 1       |
| سبارتاك يريفان | -                | 1998                            | 1       |

### إسبانيا
في إسبانيا، أربعة أندية حققت ثنائية الدوري الإسباني وكأس ملك إسبانيا.
| النادي        | المرات | المواسم                                                                |
| ------------- | ------ | ---------------------------------------------------------------------- |
| برشلونة       | 8      | 1951–52، 1952–53، 1958–59، 1997–98، 2008–09، 2014–15، 2015–16، 2017–18 |
| أتلتيك بيلباو | 5      | 1929–30، 1930–31، 1942–43، 1955–56، 1983–84                            |
| ريال مدريد    | 4      | 1961–62، 1974–75، 1979–80، 1988–89                                     |
| أتلتيكو مدريد | 1      | 1995–96                                                                |

- ملاحظة : كانت ثنائية برشلونة في 2009 و2015 جُزءً من الثلاثية، حيث حقق بجانب الثنائية لقب دوري أبطال أوروبا.

### إستونيا
في إستونيا، ناديان حققا ثنائي دوري إستونيا الممتاز وكأس إستونيا.
| النادي        | المرات | المواسم                      |
| ------------- | ------ | ---------------------------- |
| ليفاديا تالين | 5      | 1999، 2000، 2004، 2007، 2014 |
| فلورا         | 3      | 1994–95، 1997–98، 2011       |

### إسرائيل
في إسرائيل، ستة أندي حققت دوري فلسطين (1931-1947)/دوري إسرائيل (1949-1951)/دوري أليف (1951-1955)/دوري ليوميت (1955-1999)/الدوري الإسرائيلي الممتاز (1999-حتى الآن) وكأس إسرائيل.
| النادي                 | المرات | المواسم                                                       |
| ---------------------- | ------ | ------------------------------------------------------------- |
| مكابي تل أبيب          | 7      | 1946–47، 1953–54، 1957–58، 1969–70، 1976–77، 1995–96، 2014–15 |
| هبوعيل تل أبيب         | 4      | 1933–34، 1937–38، 1999–2000، 2009–10                          |
| شرطة فلسطين الانتدابية | 1      | 1931–32                                                       |
| مكابي نتانيا           | 1      | 1977–78                                                       |
| مكابي حيفا             | 1      | 1990–91                                                       |
| بيتار القدس            | 1      | 2007–08                                                       |

### اسكتلندا
في اسكتلندا، ثلاثة أندية حققت ثنائية الدوري الاسكتلندي الممتاز وكأس اسكتلندا.
| النادي | المرات | المواسم |
| ------ | ------ | --- |
| سيلتيك | 19     | 1906–07, 1907–08, 1913–14, 1953–54, 1966–67, 1968–69, 1970–71, 1971–72, 1973–74, 1976–77, 1987–88, 2000–01, 2003–04, 2006–07, 2012–13, 2016–17, 2017–18, 2018–19, 2019–20 |
| رينجرز | 18     | 1927–28, 1929–30, 1933–34, 1934–35, 1948–49, 1949–50, 1952–53, 1962–63, 1963–64, 1975–76, 1977–78, 1991–92, 1992–93, 1995–96, 1998–99, 1999–2000, 2002–03, 2008–09        |
| أبردين | 1      | 1983–84 |

1. 1 2 3 4 5 6 7  فاز أيضًا بلقب كأس غلاسكو.
2. 1 2 3 4 5 6 7 8 9 10 11 12 13 14  فاز أيضًا بلقب كأس الدوري الاسكتلندي.
3. ↑  فاز أيضًا بلقب كأس السوبر الأوروبي.

- ملاحظة : كانت ثنائية سيلتيك في 1967 جُزءً من الخماسية، حيث حقق بجانب الثنائية لقب دوري أبطال أوروبا (كأس أوروبا بالمُسمى القديم) وكأس غلاسكو وكأس الدوري الإسكتلندي.

### ألبانيا
في ألبانيا، خمسة أندية حققت دوري السوبر الألباني وكأس ألبانيا.
| النادي           | المرات | المواسم                                  |
| ---------------- | ------ | ---------------------------------------- |
| بارتيزاني تيرانا | 7      | 1948، 1949، 1957، 1958، 1961، 1964، 1993 |
| دينامو تيرانا    | 6      | 1950، 1951، 1952، 1953، 1960، 1990       |
| تيرانا           | 2      | 1996، 1999                               |
| فلازنيا شكودر    | 1      | 1972                                     |
| سكندربيو كورتشه  | 1      | 2017–18                                  |

### ألمانيا
في ألمانيا، خمسة أندية حققت ثنائية الدوري الألماني وكأس سكامير بوكال (1935 – 1944)/كأس ألمانيا (1953 – حتى الآن).
| النادي           | المرات | المواسم |
| ---------------- | ------ | --- |
| بايرن ميونخ      | 13     | 1968–69، 1985–86، 1999–2000، 2002–03، 2004–05، 2005–06، 2007–08، 2009–10، 2012–13، 2013–14، 2015–16، 2018–19، 2019–20 |
| شالكه            | 1      | 1937 |
| كولن             | 1      | 1977–78 |
| فيردر بريمن      | 1      | 2003–04 |
| بوروسيا دورتموند | 1      | 2011–12 |

- ملاحظة : كانت ثنائية بايرن ميونخ في 2013 و2020 جُزءً من الثلاثية، حيث حقق بجانب الثنائية لقب دوري أبطال أوروبا.

### إنجلترا
في إنجلترا، ثمانية أندية حققت ثنائية دوري كرة القدم الإنجليزي (1888–1992)/الدوري الإنجليزي الممتاز (1992–حتى الآن) وكأس الاتحاد الإنجليزي.
| النادي            | المرات | المواسم                   |
| ----------------- | ------ | ------------------------- |
| مانشستر يونايتد   | 3      | 1993–94، 1995–96، 1998–99 |
| آرسنال            | 3      | 1970–71، 1997–98، 2001–02 |
| بريستون نورث إيند | 1      | 1888–89                   |
| أستون فيلا        | 1      | 1896–97                   |
| توتنهام هوتسبير   | 1      | 1960–61                   |
| ليفربول           | 1      | 1985–86                   |
| تشيلسي            | 1      | 2009–10                   |
| مانشستر سيتي      | 1      | 2018–19                   |

- بريستون نورث إيند في 1889 فاز بالثنائية دون الخسارة في أي مباراة طوال الموسم.
- أرسنال هو النادي الوحيد الذي حقق الثنائية في عصر دوري كرة القدم الإنجليزي وعصر الدوري الإنجليزي الممتاز.
- كانت ثنائية مانشستر يونايتد في 1998–99 جُزءً من الثلاثية، حيث حقق بجانب الثنائية لقب دوري أبطال أوروبا.
- كانت ثنائية مانشستر سيتي في 2018–19 جُزءً من الثلاثية المحلية، حيث حقق بجانب الثنائية لقب كأس رابطة الأندية الإنجليزية المحترفة، وهو أول نادي إنجليزي يُحقق ذلك.

### أندورا
في أندورا، أربعة أندية حققت دوري أندورا الممتاز وكأس كونستيتوسيو.
| النادي                 | المرات | المواسم                            |
| ---------------------- | ------ | ---------------------------------- |
| سانتا كولوما           | 4      | 2000–01، 2002–03، 2003–04، 2017–18 |
| برينسيبات              | 3      | 1996–97، 1997–98، 1998–99          |
| كونستل·لاسيو إسبورتيفا | 1      | 1999–00                            |
| إنتر كلوب ديسكالديس    | 1      | 2019–20                            |

### أوكرانيا
قبل انهيار الاتحاد السوفييتي، كانت الأندية الأوكرانية جزءًا من المنافسة السوفييتية. منذ عام 1992، كان للبلاد منافسة محلية خاصة بها.
في أوكرانيا، ناديان حققا الدوري السوفييتي/الدوري الأوكراني الممتاز وكأس الاتحاد السوفيتي/كأس أوكرانيا.
| النادي         | الاتحاد السوفيتي       | أوكرانيا                                                                 | المجموع |
| -------------- | ---------------------- | ------------------------------------------------------------------------ | ------- |
| دينامو كييف    | 1966، 1974، 1985، 1990 | 1992–93، 1995–96، 1997–98، 1998–99، 1999–2000، 2002–03، 2006–07، 2014–15 | 12      |
| شاختار دونيستك | –                      | 2001–02، 2007–08، 2010–11، 2011–12، 2012–13، 2016–17، 2017–18، 2018–19   | 8       |

### إيرلندا
في إيرلندا، تسعة أندية حققت ثنائية دوري إيرلندا وكأس إيرلندا.
| النادي       | المرات | المواسم                                              |
| ------------ | ------ | ---------------------------------------------------- |
| شامروك روفرز | 6      | 1924–25، 1931–32، 1963–64، 1984–85، 1985–86، 1986–87 |
| بوهيميان     | 3      | 1927–28، 2000–01، 2008                               |
| دوندالك      | 4      | 1978–79، 1987–88، 2015، 2018                         |
| جيمس غيت     | 1      | 1921–22                                              |
| كورك يونايتد | 1      | 1940–41                                              |
| كورك أتلتيك  | 1      | 1950–51                                              |
| ديري سيتي    | 1      | 1988–89                                              |
| شيلبورن      | 1      | 1999–00                                              |
| كورك سيتي    | 1      | 2017                                                 |

### أيرلندا الشمالية
في أيرلندا الشمالية، سبعة أندي حققت ثنائية دوري أيرلندا الشمالية الممتاز وكأس أيرلندا الشمالية.
| النادي           | المرات | المواسم |
| ---------------- | ------ | --- |
| لينفيلد          | 24     | 1890–91، 1891–92، 1892–93، 1894–95، 1897–98، 1901–02، 1903–04، 1921–22، 1922–23، 1929–30، 1933–34، 1949–50، 1961–62، 1977–78، 1979–80، 1981–82، 1993–94، 2005–06، 2006–07، 2007–08، 2009–10، 2010–11، 2011–12، 2016–17 |
| بيلفاست سيلتيك   | 3      | 1925–26، 1936–37، 1937–38 |
| غلينتوران        | 3      | 1920–21، 1950–51، 1987–88 |
| ليسبورن ديستليري | 2      | 1895–96، 1902–03 |
| كوين آيسلاند     | 1      | 1923–24 |
| غلينافون         | 1      | 1956–57 |
| بورتاداون        | 1      | 1990–91 |

### آيسلندا
في آيسلندا أربعة أندية حققت ثنائية دوري آيسلندا الممتاز وكأس آيسلندا.
| النادي                    | المرات | المواسم                |
| ------------------------- | ------ | ---------------------- |
| ابروتاباندلاج أكرانيس     | 4      | 1983، 1984، 1993، 1996 |
| ناتدبيرنوفيلاغ ريكيافيكور | 4      | 1961، 1963، 1999، 2011 |
| فالور                     | 1      | 1976                   |
| ابروتاباندلاج فيستمانيا   | 1      | 1998                   |

### إيطاليا
في إيطاليا، خمسة أندية حققت ثنائية الدوري الإيطالي وكأس إيطاليا.
| النادي     | المرات | المواسم                                              |
| ---------- | ------ | ---------------------------------------------------- |
| يوفنتوس    | 6      | 1959–60، 1994–95، 2014–15، 2015–16، 2016–17، 2017–18 |
| إنتر ميلان | 2      | 2005–06، 2009–10                                     |
| تورينو     | 1      | 1942–43                                              |
| نابولي     | 1      | 1986–87                                              |
| لاتسيو     | 1      | 1999–2000                                            |

- ملاحظات :
  - في عام 2006، احتل إنتر ميلان المركز الثالث في دوري الدرجة الأولى الإيطالي، لكنه حصل على اللقب باعتباره النادي الأعلى تصنيفًا حيث لم يشارك في فضيحة كرة القدم الإيطالية لعام 2006.
  - كانت ثنائية إنتر ميلان في 2010 جُزءً من الثلاثية، حيث حقق بجانب الثنائية لقب دوري أبطال أوروبا.

### البرتغال
في البرتغال، ثلاثة أندية حققت ثنائية الدوري البرتغالي الممتاز وكأس البرتغال.
| النادي          | المرات | المواسم |
| --------------- | ------ | --- |
| بنفيكا          | 11     | 1942–43، 1954–55، 1956–57، 1963–64، 1968–69، 1971–72، 1980–81 ، 1982–83 1982–83، 1986–87، 2013–14، 2016–17 |
| بورتو           | 8      | 1955–56، 1987–88، 1997–98، 2002–03، 2005–06 ، 2008–09، 2010–11، 2019–20                                    |
| سبورتينغ لشبونة | 6      | 1940–41، 1947–48، 1953–54، 1973–74، 1981–82، 2001–02                                                       |

### بلجيكا
في بلجيكا، أربعة أندية حققت الدوري البلجيكي الممتاز وكأس بلجيكا.
| النادي        | المرات | المواسم                   |
| ------------- | ------ | ------------------------- |
| رويال أندرلخت | 3      | 1964–65، 1971–72، 1993–94 |
| كلوب بروج     | 2      | 1976–77، 1995–96          |
| سيركل بروج    | 1      | 1926–27                   |
| سانت خيلويزي  | 1      | 1912–13                   |

### بلغاريا
في بلغاريا، أربعة أندية حققت ثنائية الدوري البلغاري الممتاز وكأس بلغاريا.
| النادي            | المرات | المواسم                                                                                                |
| ----------------- | ------ | --- |
| ليفسكي صوفيا      | 13     | 1942, 1946, 1947, 1949, 1950, 1969–70, 1976–77, 1978–79, 1983–84, 1993–94, 1999–2000, 2001–02, 2006–07 |
| سسكا صوفيا        | 11     | 1951, 1954, 1955, 1960–61, 1968–69, 1971–72, 1972–73, 1982–83, 1986–87, 1988–89, 1996–97               |
| لودوغورتس رازغراد | 2      | 2011–12, 2013–14                                                                                       |
| سلافيا صوفيا      | 1      | 1995–96                                                                                                |

### البوسنة والهرسك
في البوسنة والهرسك، ثلاثة أندية حققت ثنائية دوري البوسنة والهرسك الممتاز وكأس البوسنة والهرسك.
| النادي                | المرات | المواسم          |
| --------------------- | ------ | ---------------- |
| سيليك زينيكا          | 2      | 1994–95، 1995–96 |
| جيلييزنيتشار ساراييفو | 2      | 2000–01، 2011–12 |
| سراييفو               | 1      | 2018–19          |

### بولندا
في بولندا، خمسة أندية حققت ثنائية الدوري البولندي الممتاز وكأس بولندا.
| النادي       | المرات | المواسم                                                 |
| ------------ | ------ | ------------------------------------------------------- |
| ليغيا وارسو  | 7      | 1955، 1956، 1993–94، 1994–95، 2012–13، 2015–16، 2017–18 |
| غورنيك زابجه | 3      | 1964–65، 1970–71، 1971–72                               |
| رتش شوروزو   | 1      | 1973–74                                                 |
| لخ بوزنان    | 1      | 1983–84                                                 |
| فيسوا كراكوف | 1      | 2002–03                                                 |

### تركيا
في تركيا، أربعة أندية حققت ثنائية الدوري التركي الممتاز وكأس تركيا.
| النادي       | المرات | المواسم                                                         |
| ------------ | ------ | --------------------------------------------------------------- |
| غلطة سراي    | 7      | 1962–63، 1972–73، 1992–93، 1998–99، 1999–2000، 2014–15، 2018–19 |
| فنربخشة      | 3      | 1967–68، 1973–74، 1982–83                                       |
| طرابزون سبور | 2      | 1976–77، 1983–84                                                |
| بشكتاش       | 2      | 1989–90، 2008–09                                                |

### التشيك
ناديان حققا دوري تشيكوسلوفاكيا الدرجة الأولى وكأس تشيكوسلوفاكيا. ومُنذ 1993، أصبحت الثنائية بتحقيق الدوري التشيكي وكأس التشيك، وقد حققها ناديان أيضاً.
| النادي      | تشيكوسلوفاكيا             | التشيك           | المجموع |
| ----------- | ------------------------- | ---------------- | ------- |
| سبارتا براغ | 1983–84، 1987–88، 1988–89 | 2006–07، 2013–14 | 5       |
| دوكلا براغ  | 1960–61، 1965–66          | -                | 2       |
| سلافيا براغ | -                         | 2018–19          | 1       |

### الجبل الأسود
في الجبل الأسود، نادي وحيد حقق ثنائي الدوري المونتينيغري الممتاز وكأس مونتينيغرو.
| النادي        | المرات | المواسم |
| ------------- | ------ | ------- |
| رودار بليفليا | 1      | 2009–10 |

### جبل طارق
في جبل طارق، سبعة أندية حققت دوري جبل طارق وكأس روك.
| النادي            | المرات | المواسم |
| ----------------- | ------ | --- |
| لينكولن ريد إيمبس | 15     | 1985–86، 1989–90، 1992–93، 1993–94، 2003–04، 2004–05، 2005–06، 2006–07، 2007–08، 2008–09، 2009–10، 2010–11، 2014، 2015، 2016 |
| غلاسيس يونايتد    | 3      | 1980–81، 1981–82، 1996–97 |
| أوروبا            | 3      | 1937–38، 1951–52، 2016–17 |
| مانشستر 62        | 2      | 1976–77، 1979–80 |
| بريتانيا          | 1      | 1936–37 |
| جبل طارق يونايتد  | 1      | 1946–47 |
| جوزيف             | 1      | 1995–96 |

### جزر فارو
في جزر فارو، ستة أندية حققت ثنائي دوري جزر فارو الممتاز وكأس جزر فارو.
| النادي           | المرات | المواسم                                                                |
| ---------------- | ------ | ---------------------------------------------------------------------- |
| هافنار بولتفيلاغ | 12     | 1955، 1963، 1964، 1971، 1973، 1975، 1978، 1981، 1982، 1988، 1998، 2004 |
| كلاسفيك          | 3      | 1966، 1967، 1999                                                       |
| جي آي جوتا       | 2      | 1983، 1996                                                             |
| تي بي تفوروري    | 1      | 1977                                                                   |
| بي36 توشهافن     | 1      | 2001                                                                   |
| ستريمور          | 1      | 2008                                                                   |

### جورجيا
في جورجيا، ناديان حققا ثنائية الدوري الجورجي الممتاز وكأس جورجيا.
| النادي         | المرات | المواسم                                                                                  |
| -------------- | ------ | ---------------------------------------------------------------------------------------- |
| دينامو تبليسي  | 10     | 1991–92، 1992–93، 1993–94، 1994–95، 1995–96، 1996–97، 2002–03، 2012–13، 2013–14، 2015–16 |
| توربيدو كوتيسي | 1      | 2000–01                                                                                  |

### الدنمارك
في الدنمارك، خمسة أندية حققت دوري السوبر الدنماركي وكأس الدنمارك.
| النادي                  | المرات | المواسم                            |
| ----------------------- | ------ | ---------------------------------- |
| كوبنهاغن                | 4      | 2003–04، 2008–09، 2015–16، 2016–17 |
| آرهوس جمناستيك فورينينغ | 3      | 1954–55، 1956–57، 1960             |
| بروندبي                 | 2      | 1997–98، 2004–05                   |
| فايله                   | 2      | 1958، 1972                         |
| أوبه                    | 1      | 2013–14                            |

### روسيا
حققت أربعة فرق روسية ثنائية الدوري السوفييتي الممتاز وكأس الاتحاد السوفيتي في الاتحاد السوفيتي السابق. وفي أعقاب انهيار الاتحاد السوفيتي، نظمت الدول المستقلة حديثًا منافساتها الوطنية الخاصة بها، وقام تنظيم الاتحاد الأوروبي لكرة القدم بإنشاء الدوري الروسي الممتاز وكأس روسيا كخلفين للدوري السوفيتي وكأس الاتحاد السوفيتي.
| النادي             | الاتحاد السوفيتي | روسيا               | المجموع |
| ------------------ | ---------------- | ------------------- | ------- |
| سبارتاك موسكو      | 1938، 1939، 1958 | 1992، 1994، 1998    | 6       |
| سيسكا موسكو        | 1948، 1951، 1991 | 2005، 2006، 2012–13 | 6       |
| زينيت سانت بطرسبرغ | -                | 2010، 2019–20       | 2       |
| دينامو موسكو       | 1937             | -                   | 1       |
| توربيدو موسكو      | 1960             | -                   | 1       |

### روسيا البيضاء
في روسيا البيضاء، أربعة أندية حققت الدوري البيلاروسي الممتاز وكأس بيلاروسيا.
| النادي          | المرات | المواسم          |
| --------------- | ------ | ---------------- |
| باتي بوريسوف    | 3      | 2006، 2010، 2015 |
| دينامو مينسك    | 2      | 1992، 1993–94    |
| سلافيا-موزير    | 2      | 1996، 2000       |
| بلشينا بوبرويسك | 1      | 2001             |

### رومانيا
في رومانيا، ستة أندية حققت ثنائية دوري الدرجة الأولى الروماني وكأس رومانيا.
| النادي               | المرات | المواسم                                                                   |
| -------------------- | ------ | ------------------------------------------------------------------------- |
| ستيوا بوخارست        | 9      | 1951، 1952، 1975–76، 1984–85، 1986–87، 1988–89، 1995–96، 1996–97، 2014–15 |
| دينامو بوخارست       | 6      | 1963–64، 1981–82، 1983–84، 1989–90، 1999–2000، 2003–04                    |
| سي إف آر كلوج        | 2      | 2007–08، 2009–10                                                          |
| يونفيرستاتيا كرايوفا | 2      | 1980–81، 1990–91                                                          |
| يو تي أي أراد        | 1      | 1947–48                                                                   |
| ريبنسيا تيميشوارا    | 1      | 1935–36                                                                   |

### سان مارينو
في سان مارينو ستة أندية حققت ثنائية دوري سان مارينو وكأس تيتانو.
| النادي           | المرات | المواسم          |
| ---------------- | ------ | ---------------- |
| دومغنانو         | 2      | 2001–02، 2002–03 |
| موراتا           | 2      | 2006–07، 2007–08 |
| بيناروسا         | 1      | 2003–04          |
| تري فيوري        | 1      | 2009–10          |
| فولغوري فالتشانو | 1      | 2014–15          |
| لا فيوريتا       | 1      | 2017–18          |

### سلوفاكيا
في سلوفاكيا، سبعة أندية حققت ثنائية دوري تشيكوسلوفاكيا الدرجة الأولى/دوري السوبر السلوفاكي وكأس تشيكوسلوفاكيا/كأس سلوفاكيا.
| النادي            | تشيكوسلوفاكيا | سلوفاكيا                                             | المجموع |
| ----------------- | ------------- | ---------------------------------------------------- | ------- |
| سلوفان براتيسلافا | 1955، 1973–74 | 1993–94، 1998–99، 2010–11، 2012–13، 2019–20، 2020–21 | 8       |
| إنتر براتيسلافا   | -             | 1999-00، 2000–01                                     | 2       |
| ترنتشين           | -             | 2014–15، 2015–16                                     | 2       |
| سبارتاك ترنافا    | 1970–71       | -                                                    | 1       |
| روجومبيروك        | -             | 2005–06                                              | 1       |
| بيترزالكا         | -             | 2007–08                                              | 1       |
| جيلينا            | -             | 2011–12                                              | 1       |

### سلوفينيا
في سلوفينيا، ثلاثة أندية حققت ثنائية دوري سلوفينيا وكأس سلوفينيا.
| النادي                   | المرات | المواسم                            |
| ------------------------ | ------ | ---------------------------------- |
| ماريبور                  | 4      | 1996–97، 1998–99، 2011–12، 2012–13 |
| أولمبيا ليوبليانا (1945) | 1      | 1992–93                            |
| أولمبيا ليوبليانا (2005) | 1      | 2017–18                            |

### السويد
في السويد، ستة أندية حققت الدوري السويدي الممتاز وكأس السويد.
| النادي     | المرات | المواسم                                           |
| ---------- | ------ | ------------------------------------------------- |
| مالمو      | 7      | 1943–44، 1950–51، 1952–53، 1967، 1974، 1975، 1986 |
| غوتبورغ    | 3      | 1982، 1983، 1991                                  |
| نوركوبنغ   | 2      | 1942–43، 1944–45                                  |
| يورغوردينس | 2      | 2002، 2005                                        |
| هلسينغبورغ | 2      | 1941، 2011                                        |
| أيك سولنا  | 1      | 2009                                              |

### سويسرا
في سويسرا، ثمانية أندية حققت دوري السوبر السويسري وكأس سويسرا.
| النادي          | المرات | المواسم                                                                |
| --------------- | ------ | ---------------------------------------------------------------------- |
| غراسهوبر زيوريخ | 8      | 1926–27، 1936–37، 1941–42، 1942–43، 1951–52، 1955–56، 1982–83، 1989–90 |
| بازل            | 6      | 1966–67، 2001–02، 2007–08، 2009–10، 2011–12، 2016–17                   |
| لوزان           | 2      | 1934–35، 1943–44                                                       |
| لو تشو دي فوندز | 2      | 1953–54، 1954–55                                                       |
| زيورخ           | 2      | 1965–66، 1975–76                                                       |
| يانغ بويز       | 2      | 1957–58، 2019–20                                                       |
| سيرفيت          | 1      | 1978–79                                                                |
| سيون            | 1      | 1996–97                                                                |

### صربيا
ناديان حالياً في صربيا حققا ثنائية دوري يوغوسلافيا الدرجة الأولى وكأس يوغوسلافيا (1923–92)، والرابطة الأولى لجمهورية يوغسلافيا الاتحادية / صربيا والجبل الأسود وكأس جمهورية يوغسلافيا الاتحادية / صربيا والجبل الأسود (1992–2006)، والدوري الصربي وكأس صربيا (2006–حتى الآن).
| النادي              | يوغوسلافيا الاتحادية                        | يوغسلافيا الاتحادية / صربيا والجبل الأسود | صربيا                              | المجموع |
| ------------------- | ------------------------------------------- | ----------------------------------------- | ---------------------------------- | ------- |
| النجم الأحمر بلغراد | 1958–59، 1963–64، 1967–68، 1969–70، 1989–90 | 1994–95، 1999–2000، 2003–04، 2005–06      | 2006–07                            | 10      |
| بارتيزان            | 1946–47                                     | 1993–94                                   | 2007–08، 2008–09، 2010–11، 2016–17 | 6       |

### فرنسا
في فرنسا، 12 نادياً حقق ثنائية الدوري الفرنسي الدرجة الأولى وكأس فرنسا.
| النادي           | المرات | المواسم                            |
| ---------------- | ------ | ---------------------------------- |
| سانت إتيان       | 4      | 1967–68، 1969–70، 1973–74، 1974–75 |
| باريس سان جيرمان | 4      | 2014–15، 2015–16، 2017–18، 2019–20 |
| مارسيليا         | 2      | 1971–72، 1988–89                   |
| ليل              | 2      | 1945–46، 2010–11                   |
| سيت              | 1      | 1933–34                            |
| راسينغ كولومب    | 1      | 1935–36                            |
| نيس              | 1      | 1951–52                            |
| ستاد ريمس        | 1      | 1957–58                            |
| موناكو           | 1      | 1962–63                            |
| جيروندان بوردو   | 1      | 1986–87                            |
| أوكسير           | 1      | 1995–96                            |
| ليون             | 1      | 2007–08                            |

### فنلندا
في فنلندا، ثلاثة أندية حققت ثنائي الدوري الفنلندي الممتاز وكأس فنلندا.
| النادي          | المرات | المواسم                            |
| --------------- | ------ | ---------------------------------- |
| هلسنكي          | 6      | 1981، 2003، 2011، 2014، 2017، 2020 |
| هكا             | 2      | 1960، 1977                         |
| تامبيري يونايتد | 1      | 2007                               |

### قبرص
في قبرص، خمسة أندية حققت الدوري القبرصي الدرجة الأولى وكأس قبرص.
| النادي              | المرات | المواسم                                              |
| ------------------- | ------ | ---------------------------------------------------- |
| أبويل               | 6      | 1936–37، 1946–47، 1972–73، 1995–96، 2013–14، 2014–15 |
| أومونيا             | 5      | 1971–72، 1973–74، 1980–81، 1981–82، 1982–83          |
| أنورثوسيس فاماغوستا | 2      | 1961–62، 1997–98                                     |
| لارنكا              | 2      | 1944–45، 1945–46                                     |
| نيون ترست           | 1      | 1934–35                                              |

### كازاخستان
في كازاخستان، خمسة أندية حققت ثنائية دوري كازاخستان الممتاز وكأس كازاخستان.
| النادي       | المرات | المواسم |
| ------------ | ------ | ------- |
| كايرات       | 1      | 1992    |
| سبارتاك سيمي | 1      | 1995    |
| أستانا 1964  | 1      | 2001    |
| آكتوبه       | 1      | 2008    |
| أستانا       | 1      | 2016    |

### كرواتيا
في كرواتيا، ثلاثة أندية حققت دوري يوغوسلافيا الدرجة الأولى/الدوري الكرواتي الممتاز وكأس يوغوسلافيا/كأس كرواتيا.
| النادي       | يوغوسلافيا | كرواتيا                                                                                           | المجموع |
| ------------ | ---------- | ------------------------------------------------------------------------------------------------- | ------- |
| دينامو زغرب  | –          | 1995–96، 1996–97، 1997–98، 2006–07، 2007–08، 2008–09، 2010–11، 2011–12، 2014–15، 2015–16، 2017–18 | 11      |
| هايدوك سبليت | 1973–74    | 1994–95                                                                                           | 2       |
| رييكا        | –          | 2016–17                                                                                           | 1       |

### كوسوفو
في كوسوفو، أربعة أندية حققت ثنائية دوري كوسوفو وكأس كوسوفو.
| النادي    | المرات | المواسم          |
| --------- | ------ | ---------------- |
| فيرونكيلي | 2      | 2014–15، 2018–19 |
| بيسيانا   | 1      | 2001–02          |
| بيسا بيجي | 1      | 2004–05          |
| بريشتينا  | 1      | 2012–13          |

### لاتفيا
في لاتفيا، ناديان حققا ثنائية الدوري اللاتفي الممتاز وكأس لاتفيا.
| النادي   | المرات | المواسم                                  |
| -------- | ------ | ---------------------------------------- |
| سكونتو   | 7      | 1992، 1995، 1997، 1998، 2000، 2001، 2002 |
| فنتسبيلس | 3      | 2007، 2011، 2013                         |

### لوكسمبورغ
في لوكسمبورغ، تسعة أندية حققت ثنائية دوري لوكسمبورغ الوطني وكأس لوكسمبورغ.
| النادي            | المرات | المواسم                                                                |
| ----------------- | ------ | ---------------------------------------------------------------------- |
| جينيس إيسش        | 8      | 1936–37، 1953–54، 1972–73، 1973–74، 1975–76، 1987–88، 1996–97، 1998–99 |
| إف91 دوديلانج     | 8      | 1947–48، 2005–06، 2006–07، 2008–09، 2011–12، 2015–16، 2016–17، 2018–19 |
| ريد بويز ديفردينج | 3      | 1925–26، 1930–31، 1978–79                                              |
| أفينير بيغين      | 3      | 1983–84، 1992–93، 1993–94                                              |
| فولا إيش          | 1      | 1923–24                                                                |
| سبورا لوكسمبورغ   | 1      | 1927–28                                                                |
| بروغريس نيدركورن  | 1      | 1977–78                                                                |
| يونيون لوكسمبورغ  | 1      | 1990–91                                                                |
| غريفينماتشير      | 1      | 2002–03                                                                |

### ليتوانيا
في ليتوانيا ستة أندية حققت ثنائية دوري الدرجة الأولى الليتواني وكأس ليتوانيا.
| النادي            | المرات | المواسم                      |
| ----------------- | ------ | ---------------------------- |
| جالغيريس          | 5      | 1991، 2013، 2014، 2015، 2016 |
| كاوناس            | 2      | 2002، 2004                   |
| إكراناس           | 2      | 2010، 2011                   |
| سيريجوس كلابيدا   | 1      | 1990                         |
| انكاراس كاوناس    | 1      | 1994–95                      |
| سودوفا ماريامبوله | 1      | 2019                         |

### ليختنشتاين
لا يوجد دوري وطني في ليختنشتاين، حيث أن نواديها تشارك في دوري السوبر السويسري المجاور؛ كأس ليختنشتاين هي البطولة الوطنية الوحيدة لكرة القدم في البلاد.

### مالطا
في مالطا، ستة أندية حققت ثنائية الدوري المالطي الممتاز and the كأس الاتحاد المالطي.
| النادي          | المرات | المواسم                                                       |
| --------------- | ------ | ------------------------------------------------------------- |
| فاليتا          | 7      | 1959–60، 1977–78، 1996–97، 1998–99، 2000–01، 2013–14، 2017–18 |
| فلوريانا        | 5      | 1949–50، 1952–53، 1954–55، 1957–58، 1992–93                   |
| سلايما واندريرز | 5      | 1935–36، 1939–40، 1955–56، 1964–65، 2003–04                   |
| هامرون سبارتانز | 3      | 1982–83، 1986–87، 1987–88                                     |
| هيبرنيانز       | 1      | 1981–82                                                       |
| رابات أياكس     | 1      | 1985–86                                                       |

### المجر
في المجر، خمسة أندية حققت ثنائي البطولة الوطنية المجرية وكأس المجر.
| النادي         | المرات | المواسم                                                       |
| -------------- | ------ | ------------------------------------------------------------- |
| فيرينتسفاروشي  | 7      | 1912–13، 1926–27، 1927–28، 1975–76، 1994–95، 2003–04، 2015–16 |
| بودابست        | 4      | 1913–14، 1922–23، 1924–25، 1996–97                            |
| أويبست         | 3      | 1969، 1970، 1974–75                                           |
| بودابست هونفيد | 2      | 1984–85، 1988–89                                              |
| دبرتسني        | 2      | 2009–10، 2011–12                                              |

### مقدونيا
في جمهورية مقدونيا، خمسة أندية حققت ثنائية الدوري المقدوني الأول وكأس مقدونيا.
| النادي           | المرات | المواسم          |
| ---------------- | ------ | ---------------- |
| فاردار           | 2      | 1992–93، 1994–95 |
| رابوتنيتشكي      | 2      | 2007–08، 2013–14 |
| سيليكس           | 1      | 1996–97          |
| سلوغا يوغوماغنات | 1      | 1999–00          |
| شكينديا          | 1      | 2017–18          |

### مولدوفا
في مولدوفا، ناديان حققا ثنائية الدوري المولدوفي الوطني وكأس مولدوفا.
| النادي         | المرات | المواسم                                                       |
| -------------- | ------ | ------------------------------------------------------------- |
| شريف تيراسبول  | 7      | 2000–01، 2001–02، 2005–06، 2007–08، 2008–09، 2009–10، 2016–17 |
| زمبرو تشيسيناو | 1      | 1997–98                                                       |

### النرويج
في النرويج، سبعة أندية حققت ثنائية الدوري النرويجي الممتاز وكأس النرويج.
| النادي      | المرات | المواسم                                                    |
| ----------- | ------ | ---------------------------------------------------------- |
| روسنبورغ    | 10     | 1971، 1988، 1990، 1992، 1995، 1999، 2003، 2015، 2016، 2018 |
| فريدريكستاد | 3      | 1937–38، 1956–57، 1960–61                                  |
| لين         | 1      | 1968                                                       |
| سترومسغودست | 1      | 1970                                                       |
| ليلستروم    | 1      | 1977                                                       |
| فيكينغ      | 1      | 1979                                                       |
| مولده       | 1      | 2014                                                       |

### النمسا
في النمسا، تسعة أندية حققت بوندسليغا النمسا وكأس النمسا.
| النادي              | المرات | المواسم                                                                                  |
| ------------------- | ------ | ---------------------------------------------------------------------------------------- |
| أوستريا فيينا       | 10     | 1923–24، 1925–26، 1948–49، 1961–62، 1962–63، 1979–80، 1985–86، 1991–92، 2002–03، 2005–06 |
| ريد بل زالتسبورغ    | 7      | 2011–12، 2013–14، 2014–15، 2015–16، 2016–17، 2018–19، 2019–20                            |
| رابيد فيينا         | 6      | 1918–19، 1919–20، 1945–46، 1966–67، 1982–83، 1986–87                                     |
| أدميرا فاكر مودلينغ | 5      | 1927–28، 1931–32، 1933–34، 1946–47، 1965–66                                              |
| واكر انسبروك        | 2      | 1972–73، 1974–75                                                                         |
| لاسك لينتس          | 1      | 1964–65                                                                                  |
| سواروفسكي تيرول     | 1      | 1988–89                                                                                  |
| شتورم غراتس         | 1      | 1998–99                                                                                  |
| غرازير              | 1      | 2003–04                                                                                  |

### هولندا
في هولندا، ستة أندية حققت ثنائية الدوري الهولندي الممتاز وكأس هولندا.
| النادي         | المرات | المواسم                                                                         |
| -------------- | ------ | ------------------------------------------------------------------------------- |
| أياكس أمستردام | 9      | 1966–67، 1969–70، 1971–72، 1978–79، 1982–83، 1997–98، 2001–02، 2018–19، 2020–21 |
| آيندهوفن       | 4      | 1975–76، 1987–88، 1988–89، 2004–05                                              |
| فاينورد        | 3      | 1964–65، 1968–69، 1983–84                                                       |
| إي زد ألكمار   | 1      | 1980–81                                                                         |
| دين هاغ        | 1      | 1902–03                                                                         |
| راب أمستردام   | 1      | 1898–99                                                                         |

- ملاحظات :
  - كانت ثنائية أياكس في 1972 جُزءً من الثلاثية، حيث حقق بجانب الثنائية لقب دوري أبطال أوروبا (كأس أوروبا في المُسمى القديم).
  - كانت ثنائية آيندهوفن في 1988 جُزءً من الثلاثية، حيث حقق بجانب الثنائية لقب دوري أبطال أوروبا (كأس أوروبا في المُسمى القديم).

### ويلز
في ويلز، سبعة أندية حققت الدوري الويلزي الممتاز وكأس ويلز.
| النادي            | المرات | المواسم                                              |
| ----------------- | ------ | ---------------------------------------------------- |
| ذا نيو سينتس      | 6      | 2003–04، 2011–12، 2013–14، 2014–15، 2015–16، 2018–19 |
| كارديف سيتي       | 4      | 1922–23، 1966–67، 1967–68، 1969–70                   |
| باري تاون يونايتد | 4      | 1996–97، 2000–01، 2001–02، 2002–03                   |
| سوانزي سيتي       | 1      | 1912–13                                              |
| لوفل أتلتيك       | 1      | 1947–48                                              |
| نيوبورت كونتي     | 1      | 1979–80                                              |
| نادي ريل          | 1      | 2004–05                                              |

### اليونان
في اليونان، أربعة أندية حققت ثنائية الدوري اليوناني وكأس اليونان.
| النادي       | المرات | المواسم |
| ------------ | ------ | --- |
| أولمبياكوس   | 18     | 1946–47، 1950–51، 1953–54، 1956–57، 1957–58، 1958–59، 1972–73، 1974–75، 1980–81، 1998–99، 2004–05، 2005–06، 2007–08، 2008–09، 2011–12، 2012–13، 2014–15، 2019–20 |
| باناثينايكوس | 8      | 1968–69، 1976–77، 1983–84، 1985–86، 1990–91، 1994–95، 2003–04، 2009–10                                                                                           |
| أيك أثينا    | 2      | 1938–39، 1977–78 |
| باوك         | 1      | 2018–19 |

## أوقيانوسيا

### بابوا غينيا الجديدة
في بابوا غينيا الجديدة، لا توجد بطولة كأس وطنية؛ بطولة بابوا غينيا الجديدة العمومية هي البطولة الرسمية الوحيدة في البلد.

### بالاو
في بالاو، لا توجد بطولة كأس وطنية؛ دوري بالاو هي البطولة الرسمية الوحيدة في البلد.

### بولينزيا الفرنسية
في تاهيتي، تسعة أندية حققت دوري بولينزيا الفرنسية وكأس تاهيتي.
| النادي         | المرات | المواسم                                                          |
| -------------- | ------ | ---------------------------------------------------------------- |
| المركز الرياضي | 11     | 1962، 1966، 1967، 1972، 1973، 1975، 1976، 1977، 1979، 1981، 1983 |
| فينوس          | 4      | 1990، 1992، 1998، 1999                                           |
| في بي          | 2      | 1948، 1949                                                       |
| تيفانا         | 2      | 2010، 2011                                                       |
| النجارة        | 1      | 1960                                                             |
| تاماري بونارو  | 1      | 1969                                                             |
| جيونيس تاهيتيس | 1      | 1987                                                             |
| بيراي          | 1      | 1994                                                             |
| مانو أورا      | 1      | 2009                                                             |

### تونغا
في تونغا، فقط نادي وحيد حقق ثنائية دوري تونغا وكأس تونغا (انحلت).
| النادي | المرات | المواسم          |
| ------ | ------ | ---------------- |
| نجيليا | 3      | 1982، 1983، 1985 |

### جزر سليمان
في جزر سليمان، لا توجد بطولة كأس وطنية؛ دوري جزر سليمان هي البطولة الرسمية الوحيدة في البلد.

### جزر كوك
في جزر كوك، خمس أندية حققت ثنائية دوري جزر كوك وكأس جزر كوك.
| النادي          | المرات | المواسم             |
| --------------- | ------ | ------------------- |
| تيتيكافيكا      | 3      | 1950، 1979، 1984    |
| أفاتيو          | 3      | 1994، 1996، 1997    |
| توبابا ماريرنغا | 3      | 1998–99، 2001، 2015 |
| نيكارو سكوتاك   | 2      | 2005، 2008          |
| بواكورا         | 1      | 1985                |

### ساموا
في ساموا، ناديان حققا ثنائية دوري ساموا وكأس ساموا المستقلة.
| النادي         | المرات | المواسم |
| -------------- | ------ | ------- |
| لوب أولي سواغا | 1      | 2012–13 |
| كيوي           | 1      | 2013–14 |

### ساموا الأمريكية
في ساموا الأمريكية، حقق ناديان ثنائية دوري ساموا الأمريكية وكأس ساموا الأمريكية (انحلت).
| النادي                   | المرات | المواسم |
| ------------------------ | ------ | ------- |
| الكنيسة الساموية الكورية | 1      | 2013    |
| يوتولي يوث               | 1      | 2014    |

### فيجي
في فيجي، ناديان حققا ثنائية دوري فيجي وكأس فيجي.
| النادي  | المرات | المواسم                |
| ------- | ------ | ---------------------- |
| با      | 4      | 2004، 2005، 2006، 2010 |
| نادروغا | 1      | 1993                   |

### كاليدونيا الجديدة
في كاليدونيا الجديدة، ستة أندية حققت ثنائية دوري كاليدونيا الجديدة وكأس كاليدونيا الجديدة.
| النادي       | المرات | المواسم                               |
| ------------ | ------ | ------------------------------------- |
| ماغينتا      | 5      | 2002–03، 2003–04، 2004–05، 2014، 2016 |
| إنديبندينتي  | 1      | 1954                                  |
| بي إل جي سي  | 1      | 1958                                  |
| باكو         | 1      | 1995                                  |
| مونت دوري    | 1      | 2005–06                               |
| هينجين سبورت | 1      | 2019                                  |

### نيوزيلندا
بين عامي 1970 و2003 ، فازت خمسة فرق من نيوزيلندا بالدوري الوطني (دوري نيوزيلندا الوطني لكرة القدم (1970-1992 و2000–04)، مسابقة نادي السوبر (1993-1995)، الرابطة الوطنية الصيفية لكرة القدم (1996-1998)، الدوري الوطني لجزيرة نيوزيلندا لكرة القدم (1999)) وكأس نيوزيلندا. من عام 1993 إلى عام 2003، تم تحديد أبطال الدوري من خلال بطولة خروج المغلوب بين فرق الصدارة في نهاية الموسم، الفريق الذي أنهى المركز الأول خلال مرحلة الدوري من الموسم لم يحصل على لقب رسمي.
من عام 2003، كان نظام الدوري في البلاد منظمًا بشكل كبير وشهد حل دوري كرة القدم الوطني، حيث تتنافس فرقها الآن على أساس إقليمي. تم تشكيل دوري نيوزيلندا لكرة القدم وأصبح الدوري الوطني للبلاد، حيث خاضت حصريًا الفرق ذات الامتياز بدلاً من الأندية التقليدية التي تنافست في الدوري الوطني لكرة القدم.
يتم تقسيم بطولة كرة القدم إلى مرحلتين؛ الدوري الممتاز خلال الموسم العادي والبطولة خلال مرحلة النهائيات، والتي يتم التنافس عليها بين الفرق الأربعة الأولى في مرحلة الدوري الممتاز.

#### 1970–2003
| النادي             | المرات | المواسم    |
| ------------------ | ------ | ---------- |
| جامعة مونت ويلنتون | 2      | 1980، 1982 |
| كرايستشرش يونايتد  | 2      | 1975، 1991 |
| وايتاكيري سيتي     | 2      | 1995، 1996 |
| نابير سيتي روفرز   | 2      | 1993، 2000 |
| باي أولمبيك        | 1      | 1970       |

#### 2004–إلى الآن
| النادي            | المرات | المواسم                                     |
| ----------------- | ------ | ------------------------------------------- |
| أوكلاند سيتي      | 5      | 2004–05، 2005–06، 2013–14، 2014–15، 2017–18 |
| وايتاكيري يونايتد | 3      | 2007–08، 2010–11، 2012–13                   |

## دول أخرى

### غرينلاند
في جرينلاند، لا توجد بطولات كؤوس وطنية؛ دوري جرينلاند هي البطولة الوحيدة الرسمية في البلد.

### زنجبار
في زنجبار، نادي وحيد حقق ثنائي دوري زنجبار الممتاز وكأس تنزانيا.
| النادي  | المرات | المواسم |
| ------- | ------ | ------- |
| ميمبيني | 1      | 1987    |

### قبرص الشمالية
في قبرص الشمالية، خمسة أندية حققت ثنائية دوري قبرص الشمالية وكأس الاتحاد القبرصي الشمالي.
| النادي           | المرات | المواسم                   |
| ---------------- | ------ | ------------------------- |
| سيتنكايا تورك    | 3      | 1957–58، 1959–60، 1969–70 |
| ماغوسا تورك غوسو | 3      | 1976–77، 1978–79، 1982–83 |
| غونييلي          | 3      | 1994–95، 2007–08، 2008–09 |
| ينيكامي أغدلين   | 3      | 1972–73، 1973–74، 2014–15 |
| كشك كيماكلي تورك | 1      | 1985–86                   |

### كيريباتي
في كيريباتي، لا توجد بطولات كؤوس وطنية؛ بطولة كيريباتي الوطنية هي البطولة الوحيدة الرسمية في البلد.

### لا ريونيون
في لا ريونيون، أربعة أندية حققت ثنائية دوري ريونيون الممتاز وكأس ريونيون.
| النادي       | المرات | المواسم                            |
| ------------ | ------ | ---------------------------------- |
| سانت لويسيني | 6      | 1964، 1968، 1969، 1970، 1998، 2002 |
| سانت بيروسي  | 4      | 1959، 1971، 1989، 1994             |
| تاميون       | 3      | 1991، 2003، 2009                   |
| سانت باولوسي | 1      | 2011                               |